# Obiectivul de Dezvoltare Durabilă 10 al Uniunii Europene
ODD 10 - Reducerea inegalităților abordează inegalitățile din interiorul și dintre țări. Ea cere națiunilor să reducă inegalitățile în ceea ce privește veniturile, precum și cele bazate pe vârstă, sex, dizabilități, rasă, etnie, origine, religie sau statut economic sau de altă natură, în fiecare țară. De asemenea, abordează inegalitățile dintre țări și solicită sprijin pentru migrația și mobilitatea în siguranță a oamenilor.
Este larg acceptat că doar prosperitatea economică nu va asigura progres social. Nivelurile ridicate ale inegalității riscă să lase mult potențial uman nerealizat, să afecteze coeziunea socială, să împiedice activitatea economică și să submineze participarea democratică. „A nu lăsa pe nimeni în urmă” este, prin urmare, o parte esențială a realizării ODD-urilor. Monitorizarea ODD 10 în contextul UE se concentrează astfel pe inegalitățile din interiorul țărilor, pe inegalitățile dintre țări și pe migrația și incluziunea socială. Pe parcursul perioadei de cinci ani evaluate, UE a făcut progrese moderate în abordarea inegalităților de venituri din interiorul țărilor, chiar dacă impactul pandemiei de COVID-19 poate că a mărit ușor diferența de venituri dintre oamenii bogați și cei săraci în 2021. Tendințele în privința decalajelor economice dintre țările UE arată o convergență pe termen lung a statelor membre în ceea ce privește PIB-ul și venitul. Imaginea rămâne mai puțin clară în ceea ce privește migrația și incluziunea socială a persoanelor cu origini migrante. În ciuda progreselor înregistrate în anumite domenii, UE se confruntă în continuare cu provocări în eliminarea diferențelor de incluziune socială și pe piața muncii dintre locuitorii nativi dintr-o țară și cetățenii din afara UE.

## Indicatori care măsoară progresul către ODD10, UE
| Indicator | Perioadă                                                    | Rata anuală de creștere                                     | Tendință                                                    | Observații                        |
| Inegalități în interiorul țărilor                                                                                  | Inegalități în interiorul țărilor                           | Inegalități în interiorul țărilor                           | Inegalități în interiorul țărilor                           | Inegalități în interiorul țărilor |
| --- | ----------------------------------------------------------- | ----------------------------------------------------------- | ----------------------------------------------------------- | --------------------------------- |
| Raportul ponderii chintilei de venit                                                                               | 2010–2021                                                   | 0,1%                                                        | ▼                                                           | ODD 10                            |
| Raportul ponderii chintilei de venit                                                                               | 2016–2021                                                   | –0,7%                                                       | ▲                                                           | ODD 10                            |
| Ponderea veniturilor celor mai săraci 40% din populație                                                            | 2010–2021                                                   | –0,04%                                                      | ▼                                                           | ODD 10                            |
| Ponderea veniturilor celor mai săraci 40% din populație                                                            | 2016–2021                                                   | 0,3%                                                        | ▲                                                           | ODD 10                            |
| Diferența relativă mediană față de pragul de sărăcie                                                               | 2010–2021                                                   | 0,5%                                                        | ▼                                                           | ODD 10                            |
| Diferența relativă mediană față de pragul de sărăcie                                                               | 2016–2021                                                   | –0,8%                                                       | ▲                                                           | ODD 10                            |
| Decalajul urban-rural în privința riscului de sărăcie sau excluziune socială [*]                                   | serie temporală prea scurtă pentru evaluarea pe termen lung | serie temporală prea scurtă pentru evaluarea pe termen lung | serie temporală prea scurtă pentru evaluarea pe termen lung | ODD 10                            |
| Decalajul urban-rural în privința riscului de sărăcie sau excluziune socială [*]                                   | 2016–2021                                                   | –28,0% [1]                                                  | ▲                                                           | ODD 10                            |
| Inegalități între țări                                                                                             |                                                             |                                                             |                                                             |                                   |
| Decalaje în privința PIB per locuitor                                                                              | 2007–2022                                                   | –0,4% [2]                                                   | ▲                                                           | ODD 10                            |
| Decalaje în privința PIB per locuitor                                                                              | 2017–2022                                                   | –0,1% [2]                                                   | ▲                                                           | ODD 10                            |
| Decalaje în privința venitului gospodăriilor per locuitor                                                          | 2006–2021                                                   | –2,2% [2]                                                   | ▲                                                           | ODD 12                            |
| Decalaje în privința venitului gospodăriilor per locuitor                                                          | 2016–2021                                                   | –2,5% [2]                                                   | ▲                                                           | ODD 12                            |
| Migrație și incluziune socială                                                                                     |                                                             |                                                             |                                                             |                                   |
| Cereri de azil | fără evaluare din cauza lipsei de obiective politice        | fără evaluare din cauza lipsei de obiective politice        | fără evaluare din cauza lipsei de obiective politice        | ODD 10                            |
| Decalajul de cetățenie cu privire la riscul de sărăcie a veniturilor după transferurile sociale [*]                | 2010–2021                                                   | 0,3% [3]                                                    | ▼                                                           | ODD 10                            |
| Decalajul de cetățenie cu privire la riscul de sărăcie a veniturilor după transferurile sociale [*]                | 2016–2021                                                   | –1,2% [3]                                                   | ▲                                                           | ODD 10                            |
| Decalajul de cetățenie cu privire la abandonul timpuriu al educației sau formării [*]                              | 2007–2022                                                   | –2,0% [3]                                                   | ▲                                                           | ODD 10                            |
| Decalajul de cetățenie cu privire la abandonul timpuriu al educației sau formării [*]                              | 2017–2022                                                   | 2,3% [3]                                                    | ▼                                                           | ODD 10                            |
| Decalajul de cetățenie cu privire la tinerii care nu lucrează, nici nu urmează cursuri de educație sau formare [*] | 2007–2022                                                   | –0,6% [3]                                                   | ▲                                                           | ODD 10                            |
| Decalajul de cetățenie cu privire la tinerii care nu lucrează, nici nu urmează cursuri de educație sau formare [*] | 2016–2021                                                   | –3,6% [3]                                                   | ▲                                                           | ODD 10                            |
| Decalajul de cetățenie cu privire la rata de ocupare [*]                                                           | 2007–2022                                                   | 3,5% [3]                                                    | ▼                                                           | ODD 10                            |
| Decalajul de cetățenie cu privire la rata de ocupare [*]                                                           | 2017–2022                                                   | –2,1% [3]                                                   | ▲                                                           | ODD 10                            |

Note:

Pentru indicatorii fără țintă sunt prezentate ratele de creștere constatate pe perioadele specificate. Pentru indicatorii cu o țintă UE cuantificată (), sunt prezentate atât ratele de creștere constatate, cât și ratele de creștere care ar fi fost necesare în perioadele specificate pentru îndeplinirea obiectivului

[*] indicator multifuncțional

[1] tendința se referă la evoluția decalajului dintre municipii și zonele rurale

[2] calculul tendinței pe baza coeficientului de variație

[3] tendința se referă la evoluția decalajului dintre cetățenii țărilor UE raportoare și cetățenii din afara UE

## Prezentare generală

### Inegalități în interiorul țărilor
Nivelurile ridicate ale inegalității dăunează societății în multe feluri. Acestea pot împiedica coeziunea socială, pot duce la pierderea oportunităților pentru mulți, pot împiedica activitatea economică, pot reduce încrederea socială în instituții, pot duce la expunerea disproporționată la efectele negative asupra mediului, cum ar fi schimbările climatice și poluarea, și pot submina participarea democratică. Inovația tehnologică și globalizarea financiară, în special, au generat inegalitate în interiorul țărilor, favorizând oamenii cu competențe specifice sau bogăție acumulată. În mod similar, tranziția către o societate neutră din punct de vedere climatic va trebui gestionată corect pentru a preveni creșterea inegalității.
Diferența de venituri dintre bogați și săraci în UE rămâne mare
Analiza distribuției veniturilor este una dintre modalitățile de măsurare a inegalității în țările UE. Raportul ponderii chintilei de venit compară veniturile primite de cei 20% din populație care au cel mai mare venit disponibil echivalent cu venitul celor 20% cu cel mai mic venit echivalent disponibil. Cu cât acest raport este mai mare, cu atât este mai mare inegalitatea veniturilor dintre extremitățile inferioară și superioară ale distribuției veniturilor. În UE, acest raport înregistrase o scădere în ultimii ani, de la 5,22 în 2014 la 4,89 în 2020. Cu toate acestea, în 2021, această tendință s-a inversat, raportul urcând din nou la 4,97. Aceasta înseamnă că, în 2021, cei mai bogați 20% din populația UE au câștigat de aproape cinci ori mai mult decât cei mai săraci 20%.
Reflectând tendința ponderii chintilei de venit, ponderea venitului celor mai săraci 40% din populație în privința venitului disponibil echivalent total a crescut între 2014 și 2019, urmată de o stagnare în 2020 și o scădere în 2021 la 21,3%. Deteriorarea recentă atât a ponderii chintilei de venit, cât și a ponderii veniturilor celor mai săraci 40% în 2021 ar putea reflecta primele efecte ale pandemiei. Cu toate acestea, trebuie remarcat faptul că tendințele recente ar putea fi, de asemenea, afectate de o schimbare metodologică în colectarea datelor în 2020 într-un număr de state membre, în special în Germania și Franța. Mai mult, deoarece datele colectate în 2021 se referă la veniturile oamenilor din 2020, amploarea redresării după pandemie urmează a fi stabilită în anii următori.
Inegalitatea economică afectează oportunitățile pe termen lung ale copiilor
Inegalitatea reprezintă, de asemenea, o preocupare deosebită în ceea ce privește rezultatele și oportunitățile pe termen lung pentru copii. Îi dezavantajează pe cei afectați încă de la început în domenii cu consecințe de lungă durată, precum sănătatea fizică și mintală și educația, subminându-le astfel dezvoltarea și potențialul uman. Pentru a evalua aceste dezavantaje, au fost elaborați indicatori privind mai multe dimensiuni ale inegalității de șanse în copilărie, cum ar fi venitul și educația. Pandemia de COVID-19 a avut efecte negative asupra sănătății fizice și mentale a copiilor și a exacerbat inegalitatea societală. În plus, există variații mari între statele membre ale UE în ceea ce privește decalajul de îngrijire a copiilor, care se referă la o perioadă în care familiile cu copii mici nu pot beneficia de concediu pentru îngrijirea copilului sau de un loc garantat în îngrijirea timpurie (preșcolară). În timp ce unele state membre nu se confruntă cu niciun decalaj în ceea ce privește îngrijirea copiilor (de exemplu, Danemarca și Slovenia), altele oferă o perioadă relativ scurtă de concediu pentru îngrijirea copilului și garantează un loc în îngrijirea timpurie a copiilor  doar relativ târziu în viața copilului, la vârsta de aproximativ 5 ani (de exemplu, Olanda și Irlanda). În plus, accesibilitatea pentru îngrijirea copiilor rămâne o problemă, în special pentru părinții cu mai mulți copii și care provin din gospodării cu venituri mici.
Decalajul de sărăcie și decalajul de risc de sărăcie sau de excludere socială dintre zonele urbane și rurale s-au redus în ultimii ani
Inegalitatea și sărăcia sunt strâns legate între ele. Decalajul de sărăcie, definit ca distanța dintre venitul median (disponibil echivalent) al persoanelor expuse riscului de sărăcie și pragul de sărăcie (stabilit la 60% din venitul disponibil median echivalent național după transferurile sociale), a scăzut din 2016. În 2021, acest decalaj s-a ridicat la 24,4% în UE, ceea ce înseamnă că venitul median al celor sub pragul sărăciei a fost cu 24,4% mai mic decât pragul sărăciei. Aceasta este o reducere cu 1,0 punct procentual a decalajului față de 2016, reprezentând o îmbunătățire moderată pe termen scurt. Cu toate acestea, față de 2010, acest decalaj s-a extins cu 1,3 puncte procentuale, indicând o deteriorare pe termen mai lung a „profunzimii” sărăciei monetare în UE.
În plus, distribuția resurselor într-o țară are un impact direct asupra amplorii și profunzimii sărăciei. În 2021, 21,7% din populația UE era expusă riscului de sărăcie sau excluziune socială. Cu toate acestea, această rată diferă între municipii și zonele rurale. În 2021, decalajul urban-rural în rata riscului de sărăcie sau de excluziune socială a fost de 0,6 puncte procentuale, 21,9% dintre oamenii care locuiesc în municipii fiind în această situație, comparativ cu 22,5% dintre oamenii din zone rurale. Cea mai mică pondere a persoanelor expuse riscului de sărăcie sau excluziune socială a fost observată în orașe și suburbii, cu 20,8% dintre persoanele cu risc în 2021.
Decalajul în ceea ce privește rata riscului de sărăcie sau excluziune socială între municipii și zonele rurale la nivelul UE s-a redus astfel semnificativ față de 2016, când era de 3,1 puncte procentuale. Această evoluție este rezultatul unei îmbunătățiri mai puternice în zonele rurale, unde ponderea persoanelor expuse riscului de sărăcie sau excluziune socială a scăzut cu 3,8 puncte procentuale din 2016. În schimb, rata în municipii a scăzut cu doar 1,3 puncte procentuale față de același interval de timp.
Cu toate acestea, media generală a UE maschează întregul domeniu al variațiilor ample ale decalajelor între statele membre. Sărăcia rurală rămâne extrem de ridicată în unele țări europene, precum Bulgaria și România, unde 42,5% și 50,3% din populația rurală era expusă riscului de sărăcie sau excluziune socială în 2021. Aceasta a însemnat un decalaj urban-rural de 18,1 și 34,2 puncte procentuale în aceste două țări. Cu toate acestea, în timp ce zonele rurale tind în general să fie expuse unui risc mai mare de sărăcie din cauza emigrației și a accesului limitat la servicii, infrastructură, piața muncii și oportunități educaționale, acest lucru nu este valabil în toate statele membre. Țări precum Austria, Franța și Belgia raportează rate de sărăcie mult mai mari în municipii decât în zonele rurale.
În plus, anumite minorități, cum ar fi romii, sunt expuse unui risc mult mai mare de sărăcie monetară. Începând cu 2021, 80% dintre romi erau expuși riscului de sărăcie monetară, situația lor rămânând neschimbată din 2016. Mai mult, 48% dintre romi trăiau în lipsuri materiale severe în 2021, o reducere de 14 puncte procentuale față de 2016. Copiii romi sub 18 ani sunt afectați în mod deosebit de sărăcie, 83% fiind expuși riscului de sărăcie și 54% trăind în gospodării cu privare materială severă în 2021. Acest lucru sporește vulnerabilitatea populației de etnie romă.
Diferența dintre bogați și săraci se extinde și asupra amprentei de carbon
În ultimii ani, cercetările au indicat din ce în ce mai mult decalajul emisiilor de gaze cu efect de seră (GES) dintre bogați și săraci. Acest decalaj al emisiilor evidențiază faptul că segmentele mai sărace ale societății contribuie mai puțin la criza climatică. Cercetările au arătat că atingerea obiectivului UE pentru 2030 de reducere a emisiilor de GES cu cel puțin 55% sub nivelul din 1990 necesită abordarea inegalității carbonului în UE. Datele din Baza de date mondială privind inegalitatea arată că, în UE, amprenta de carbon, exprimată în emisii de CO2 per locuitor din consum, a celor mai bogați 10% din populație a fost de 5,0 ori mai mare decât cea a celor mai săraci 50% în 2020. Raportul a stagnat la acest nivel din 2015. Statele membre cu cel mai mare decalaj al amprentei de carbon între cei mai bogați 10% și cei mai săraci 50% au fost Luxemburg, România și Austria, cu cote de 7,1, 6,5 și, respectiv, 6,3 în 2020. În comparație, decalajul a fost cel mai mic în Malta și Țările de Jos, la 3,9 și, respectiv, 4,0. În general, inegalitatea amprentei de carbon în UE este oarecum mai mică decât în alte părți ale lumii. De exemplu, raportul a fost de 5,8 în Japonia și 6,5 în Statele Unite. O inegalitate de carbon mult mai mare a fost măsurată în India și China, cu rapoarte de 10,2 și, respectiv, 12,6.

### Inegalități între țări
Trăind într-o lume interconectată, problemele și provocările, precum sărăcia, schimbările climatice sau migrația, sunt rareori limitate la o singură țară sau regiune. Prin urmare, combaterea inegalităților dintre țări este importantă, nu numai din perspectiva justiției sociale, ci și ca o condiție prealabilă pentru rezolvarea multor probleme interdependente. În special, împărțirea prosperității și reducerea barierelor comerciale permit națiunilor să coopereze pentru a face față provocărilor globale, care, prin definiție, nu pot fi abordate doar de UE (vezi ODD 17 „Parteneriate pentru obiective”). Coeziunea dintre statele membre este unul dintre obiectivele UE, așa cum se menționează în Tratatul privind Uniunea Europeană (articolul 3.3).
Divizările nord-sud și vest-est ale decalajelor economice dintre țările UE se mențin
Nu numai că performanța economică, veniturile și standardele de viață s-au îmbunătățit în întreaga UE de-a lungul timpului, ci au convers și între țări. O modalitate de a măsura o astfel de conversie este analiza coeficientului de variație, exprimat ca raport dintre abaterea standard și cea medie (în %). Un coeficient de variație mai mic indică un decalaj mai redus între statele membre. Cei doi indicatori utilizați pentru măsurarea acestei convergențe arată că inegalitățile dintre țările UE au scăzut în perioada de 15 ani evaluată, deși tendințele pe termen scurt sunt mixte.
Coeficientul de variație a produsului intern brut (PIB) per locuitor, exprimat în standardul puterii de cumpărare (SPC), arată că decalajele economice dintre statele membre s-au redus din 2000, ajungând la 42,9% în 2022. Cea mai mare parte a acestei convergențe a avut loc în perioada care a condus la criza economică din 2008 și între 2015 și 2019. Cu toate acestea, în timpul crizei COVID-19 din 2020 și 2021, decalajele economice dintre țări au crescut cu 3,5 puncte procentuale comparativ cu nivelurile pre-pandemie din 2019. Coeficientul de variație în PIB-ul per locuitor a revenit la o tendință descendentă în 2022, scăzând cu 0,4 puncte procentuale față de 2021. La nivelul statelor membre, PIB-ul pr locuitor ajustat cu puterea de cumpărare a variat de la 59% față de media UE în Bulgaria la 261% în Luxemburg în 2022.
În timp ce PIB-ul per locuitor este utilizat pentru a măsura performanța economică a unei țări, venitul disponibil brut ajustat al gospodăriilor oferă o indicație a bunăstării materiale medii a oamenilor. Venitul disponibil brut al gospodăriilor reflectă puterea de cumpărare și capacitatea gospodăriilor de a investi în bunuri și servicii sau de a economisi pentru viitor, luând în considerare impozitele, contribuțiile sociale și beneficiile sociale în natură. Coeficientul de variație a venitului disponibil brut al gospodăriilor între statele membre a scăzut în timp, ajungând la 24,2% în 2021. Această valoare este cu 3,2 puncte procentuale mai mică decât în 2016 și mai mare cu 9,8 puncte procentuale față de 2006.
Cu toate acestea, diferențele clare nord-sud și vest-est sunt evidente atunci când se analizează distribuția geografică a PIB-ului per locuitor și a venitului gospodăriei (din conturile naționale) în UE în 2021. Cetățenii UE care trăiesc în țările din nordul și vestul Europei cu niveluri PIB per locuitor peste medie au avut cel mai mare venit brut disponibil per locuitor. La celălalt capăt al scalei se aflau țările din estul și sudul UE, care au afișat venituri brute disponibile ale gospodăriilor și niveluri ale PIB-ului per locuitor sub media UE.

### Migrație și incluziune socială
Conflictul din Siria, situațiile instabile din Afganistan și unele țări africane, crizele din mai multe țări din America Latină precum Venezuela, Columbia, Honduras și Nicaragua și războiul din Irak au contribuit la o creștere fără precedent a migrației în UE în ultimii ani. Invazia Ucrainei de către Rusia a dus la un aflux în masă de oameni care fug de război pentru a căuta protecție în UE. Integrarea cu succes a migranților este decisivă pentru bunăstarea, prosperitatea și coeziunea viitoare a societăților europene. Pentru a asigura incluziunea socială a imigranților și a copiilor acestora, este esențial să se consolideze condițiile care să le permită participarea în societate, inclusiv participarea lor activă la educație și formare și integrarea lor pe piața muncii. Integrarea cu succes a migranților în forța de muncă din UE are potențialul de a încetini tendința actuală de îmbătrânire a populației și de a aborda deficitul de competențe.
Numărul cererilor de azil în UE a scăzut considerabil în ultimii ani
Imboldul de a solicita protecție internațională este unul dintre principalele motive pentru care oamenii trec granițele. În 2022, UE a primit 881.220 de cereri de azil pentru prima dată, ceea ce reprezintă o creștere de aproape 64% față de 2021. În cursul anului 2022, puțin peste 310.000 de persoane au primit statut de protecție în primă instanță în UE. În raport cu populația UE, aceste valori reprezintă 1.973 de cereri de azil pentru prima dată și 695 de decizii pozitive în primă instanță la un milion de locuitori ai UE în 2022.
După o scădere considerabilă (cu o treime) a numărului de solicitanți de azil pentru prima dată care au solicitat protecție internațională între 2019 și 2020, din cauza pandemiei de COVID-19 și a măsurilor de urgență aferente, cum ar fi restricțiile de circulație, UE a înregistrat o creștere constantă a cererilor de azil. Creșterea recentă a numărului cererilor de azil pentru prima dată și a ratei admiterilor în primă instanță poate fi atribuită invaziei ruse în curs de desfășurare în Ucraina, care a început în primul trimestru al anului 2022. În urma strămutării rezultate, Decizia Consiliului din martie 2022 a permis cetățenilor din afara UE care fug din Ucraina să beneficieze de protecție imediată și temporară. La sfârșitul lunii decembrie 2022, aproape 3,8 milioane de persoane strămutate au beneficiat de această protecție temporară în UE. Polonia și Germania, urmate de Cehia, au găzduit cel mai mare număr de beneficiari, oferind protecție temporară pentru aproximativ 61,8% din toți beneficiarii din UE.
În ciuda unor îmbunătățiri din ultimii ani, incluziunea socială a cetățenilor din afara UE rămâne o provocare
Integrarea socială a migranților este monitorizată prin compararea situației cetățenilor din afara UE cu cetățenii statelor membre ale UE care își au reședința în țara lor de origine, denumiți „locuitori ai țării de origine”, în domeniile sărăciei, educației și piața muncii. În toate aceste domenii, persoanele din afara UE se descurcă mai puțin bine decât cetățenii UE. Cu toate acestea, tendințele pe termen scurt au fost în cea mai mare parte favorabile, diferența dintre locuitorii țării de origine și cetățenii din afara UE scăzând sau cel puțin stagnând în aproape toate domeniile monitorizate.
Tendințele privind decalajul de cetățenie pentru persoanele expuse riscului de sărăcie monetară după transferurile sociale arată că, între 2016 și 2021, ratele sărăciei au rămas destul de stabile atât pentru cetățenii din afara UE, cât și pentru locuitorii din țara de origine din UE. Cu toate acestea, decalajul rămâne mare, 38,7% dintre cetățenii din afara UE fiind expuși riscului de sărăcie monetară (după transferurile sociale) în 2021, comparativ cu doar 14,8% dintre locuitorii țării de origine.
Între 2017 și 2022, rata de ocupare a locuitorilor originari din țările din UE cu vârsta cuprinsă între 20 și 64 de ani a crescut cu 3,4 puncte procentuale, în timp ce rata pentru cetățenii din afara UE a crescut cu 4,9 puncte procentuale. Ca urmare, diferența dintre cele două grupuri s-a redus cu 1,5 puncte procentuale din 2017. În timp ce 75,4% dintre cetățenii UE din țara de origine erau angajați în 2022, rata pentru cetățenii din afara UE a fost de 61,9%. Astfel, în ciuda îmbunătățirii mai puternice pentru cetățenii din afara UE din 2017, decalajul rămâne considerabil, de 13,5 puncte procentuale în 2022.
Decalajele dintre locuitorii țării de origine și cetățenii din afara UE în domeniul educației și formării au evoluat diferit în ultimii ani. Ponderea tinerilor care nu au un loc de muncă și nici nu urmează o formă de educație sau formare a scăzut pentru ambele grupuri între 2017 și 2022, rata pentru cetățenii din afara UE cu vârsta între 15 și 29 de ani a scăzut cu 4,2 puncte procentuale, ajungând la 22,3% în 2022. Pentru locuitorii țării de origine de aceeași vârstă, rata a scăzut cu 1,9 puncte procentuale în aceeași perioadă, ajungând la 10,9% în 2022. Astfel, o reducere a decalajului cu 2,3 puncte procentuale este vizibilă din 2017. În ciuda aceste îmbunătățiri, decalajul de cetățenie între cele două grupuri se ridica în continuare la 11,4 puncte procentuale în 2022.
Cea mai frapantă diferență între cetățenii din afara UE și cetățenii UE din țara de origine este vizibilă pentru cei cu vârsta între 18 și 24 de ani care abandonează timpuriu educația și formarea. Rata de abandon timpuriu a locuitorilor din țara de origine a scăzut continuu din 2017, ajungând la 8,3% în 2022. În schimb, rata de abandon timpuriu a cetățenilor din afara UE a crescut cu 0,8 puncte procentuale în aceeași perioadă, ajungând la 26,1% în 2022. ca urmare, decalajul de cetățenie s-a mărit cu 1,9 puncte procentuale din 2017, ajungând la 17,8 puncte procentuale în 2022. Deoarece abandonul timpuriu al școlii și șomajul au un impact asupra viitoarelor oportunități de angajare ale oamenilor și asupra vieții acestora în general, sunt necesare eforturi suplimentare pentru a integra pe deplin tinerii migranți în societățile europene.

## Prezentarea principalilor indicatori

### Raportul cotelor chintilelor de venit

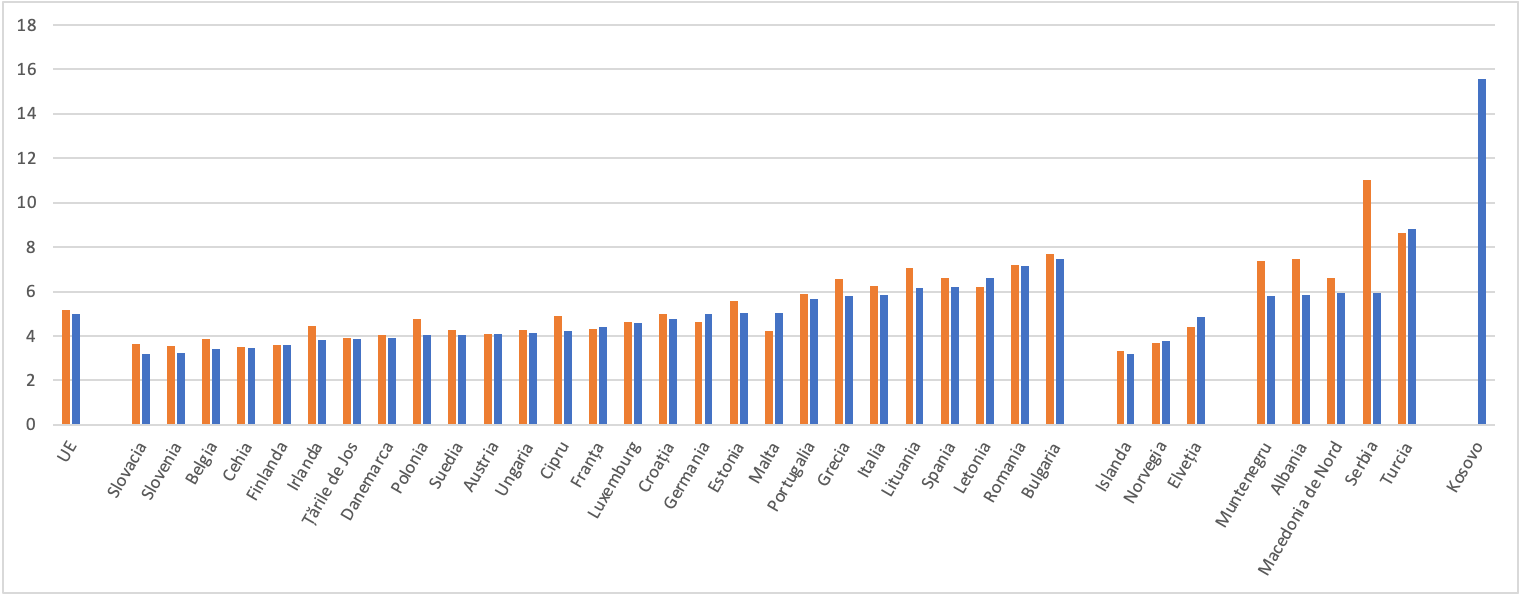
2016
2021
Sursa: Eurostat (online data code: sdg_10_41)

Distribuția venitului poate fi măsurată utilizând, printre altele, raportul dintre venitul total disponibil echivalent primit de 20% din populația cu cel mai mare venit (chintila superioară) și cel primit de cei 20% din populația cu cel mai mic venit (chintila inferioară). Venitul disponibil echivalent este venitul total al unei gospodării (după impozitare și alte deduceri) care este disponibil pentru cheltuieli sau economisire, împărțit la numărul de membri ai gospodăriei convertiți în echivalent adulți. Datele prezentate provin din Statisticile UE privind veniturile și condițiile de viață (EU-SILC).
| Loc | Țară              | 2014  | 2015  | 2016  | 2017  | 2018  | 2019  | 2020  | 2021  | 2022  |
|     |                   |       |       |       |       |       |       |       |       |       |
| --- | ----------------- | ----- | ----- | ----- | ----- | ----- | ----- | ----- | ----- | ----- |
| -   | Uniunea Europeană | 5,2 e | 5,2 e | 5,2 e | 5,0 e | 5,1 e | 5,0 e | 4,9 b | 5,0   | 4,7   |
| 1   | Slovacia          | 3,9   | 3,5   | 3,6   | 3,5   | 3,0   | 3,3   | 3,0   | 3,2   | 3,1   |
| 2   | Slovenia          | 3,7   | 3,6   | 3,6   | 3,4   | 3,4   | 3,4   | 3,3   | 3,2   | 3,3   |
| 3   | Belgia            | 3,8   | 3,8   | 3,9   | 3,8   | 3,8   | 3,6 b | 3,7   | 3,4   | 3,6   |
| 4   | Cehia             | 3,5   | 3,5   | 3,5   | 3,4   | 3,3   | 3,3   | 3,3   | 3,4   | 3,5   |
| 5   | Finlanda          | 3,6   | 3,6   | 3,6   | 3,5   | 3,7   | 3,7   | 3,7   | 3,6   | 3,8   |
| 6   | Irlanda           | 4,9   | 4,5   | 4,5   | 4,6   | 4,2   | 4,0   | 4,1 b | 3,8   | 4,1   |
| 7   | Țările de Jos     | 3,8   | 3,8   | 3,9 b | 4,0   | 4,1   | 3,9   | 4,2   | 3,9   | 3,9   |
| 8   | Danemarca         | 4,1   | 4,1   | 4,1   | 4,1   | 4,1   | 4,1   | 4,0 b | 3,9   | 4,0   |
| 9   | Polonia           | 4,9   | 4,9   | 4,8   | 4,6   | 4,3   | 4,4   | 4,1   | 4,0   | 3,9   |
| 10  | Suedia            | 4,2   | 4,1   | 4,3   | 4,3   | 4,1   | 4,3   | 4,1   | 4,0   | 4,4   |
| 11  | Austria           | 4,1   | 4,1   | 4,1   | 4,3   | 4,0   | 4,2   | 4,1   | 4,1   | 4,3   |
| 12  | Ungaria           | 4,3   | 4,3   | 4,3   | 4,3   | 4,4   | 4,2   | 4,2   | 4,2   | 4,0   |
| 13  | Cipru             | 5,4   | 5,2   | 4,9   | 4,6   | 4,3   | 4,6   | 4,3   | 4,2   | 4,3   |
| 14  | Franța            | 4,3   | 4,3   | 4,3   | 4,3   | 4,2   | 4,3   | 4,4 b | 4,4   | 4,6 p |
| 15  | Luxemburg         | 4,4   | 4,3   | 4,6 b | 4,6   | 5,2   | 5,3   | 5,0 b | 4,6 b | 4,7 b |
| 16  | Croația           | 5,1   | 5,2   | 5,0   | 5,0   | 5,0   | 4,8   | 4,6   | 4,8   | 4,6   |
| 17  | Germania          | 5,1   | 4,8   | 4,6   | 4,5   | 5,1   | 4,9   | 4,9 b | 5,0   | 4,4   |
| 18  | Estonia           | 6,5 b | 6,2   | 5,6   | 5,4   | 5,1   | 5,1   | 5,0   | 5,0   | 5,4   |
| 19  | Malta             | 4,1   | 4,2   | 4,2   | 4,2   | 4,3   | 4,2   | 4,7   | 5,0   | 4,8   |
| 20  | Portugalia        | 6,2   | 6,0   | 5,9   | 5,8   | 5,2   | 5,2   | 5,0   | 5,7   | 5,1   |
| 21  | Grecia            | 6,5   | 6,5   | 6,6   | 6,1   | 5,5   | 5,1   | 5,2   | 5,8   | 5,3   |
| 22  | Italia            | 5,8   | 5,8   | 6,3   | 5,9   | 6,1   | 6,0   | 5,8   | 5,9   | 5,6   |
| 23  | Lituania          | 6,1   | 7,5   | 7,1   | 7,3   | 7,1   | 6,4   | 6,1   | 6,1   | 6,4   |
| 24  | Spania            | 6,8   | 6,9   | 6,6   | 6,6   | 6,0   | 5,9   | 5,8   | 6,2   | 5,6   |
| 25  | Letonia           | 6,5   | 6,5   | 6,2   | 6,3   | 6,8   | 6,5   | 6,3   | 6,6   | 6,3   |
| 26  | România           | 7,2   | 8,3   | 7,2   | 6,5   | 7,2   | 7,1   | 6,6   | 7,1   | 6,0   |
| 27  | Bulgaria          | 6,8   | 7,1   | 7,7 b | 8,2   | 7,7   | 8,1   | 8,0   | 7,5   | 7,3   |

| Loc | Țară              | 2014  | 2015 | 2016 | 2017 | 2018 | 2019 | 2020 | 2021 | 2022 |
| --- | ----------------- | ----- | ---- | ---- | ---- | ---- | ---- | ---- | ---- | ---- |
| -   | Islanda           | 3,1   | 3,4  | 3,3  | 3,6  | 3,2  | N/A  | N/A  | N/A  | N/A  |
| -   | Norvegia          | 3,4   | 3,5  | 3,7  | 3,9  | 3,7  | 3,8  | 3,8  | N/A  | N/A  |
| -   | Elveția           | 4,4 b | 4,5  | 4,4  | 4,6  | 4,5  | 4,8  | 4,9  | 4,9  | N/A  |
|     |                   |       |      |      |      |      |      |      |      |      |
| -   | Muntenegru        | 7,3   | 7,5  | 7,4  | 7,6  | 7,4  | 6,7  | 6,0  | 5,8  | N/A  |
| -   | Albania           | N/A   | N/A  | N/A  | 7,5  | 7,0  | 6,4  | 5,9  | N/A  | N/A  |
| -   | Macedonia de Nord | 7,2   | 6,6  | 6,6  | 6,4  | 6,2  | 5,6  | 5,9  | N/A  | N/A  |
| -   | Serbia            | 9,4   | 10,7 | 11,0 | 9,4  | 8,6  | 6,5  | 6,1  | 6,0  | N/A  |
| -   | Turcia            | 8,4   | 8,6  | 8,7  | 8,7  | 8,7  | 8,4  | 9,2  | 8,8  | N/A  |
|     |                   |       |      |      |      |      |      |      |      |      |
| -   | Kosovo            | N/A   | N/A  | N/A  | N/A  | 15,6 | N/A  | N/A  | N/A  | N/A  |

b - întrerupere în seriile temporale

e - date estimate

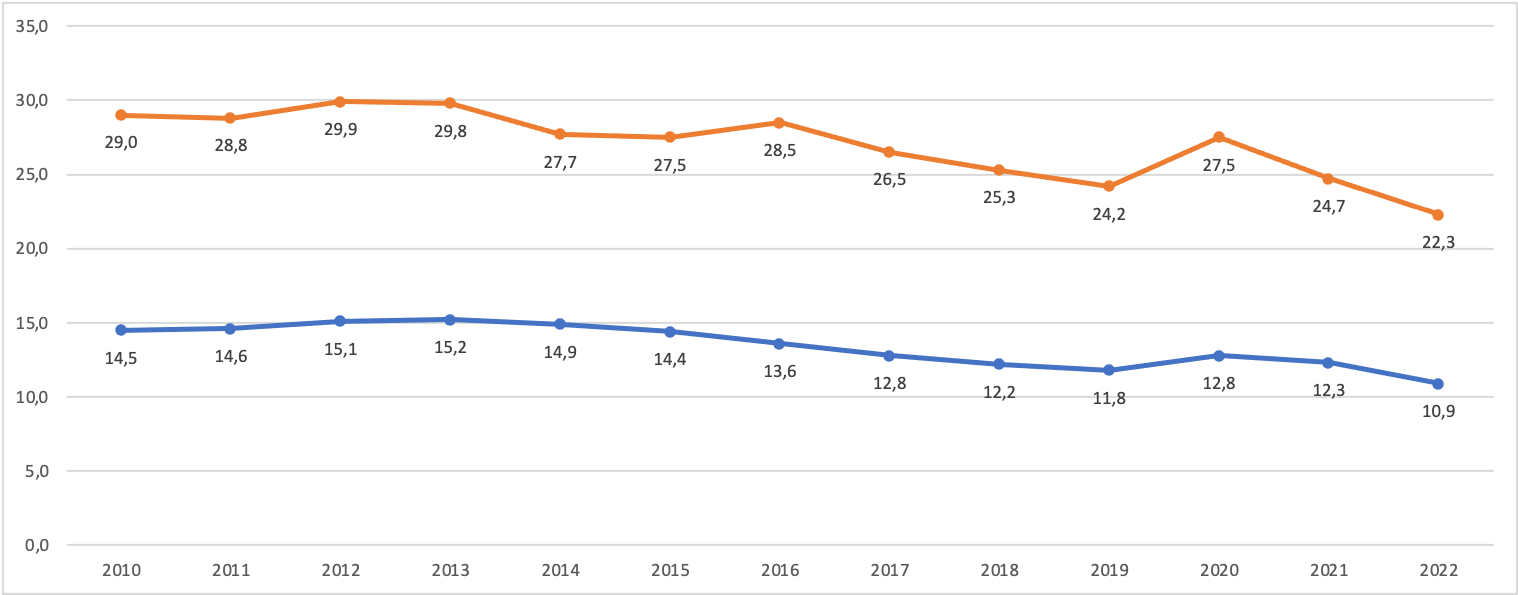
Tineri nici angajați, nici în educație sau formare
Cetățeni din țări UE
Cetățeni din țări non-UE
Sursa: Eurostat (online data code: sdg_08_20a)

Sursa: Eurostat (online data code: sdg_10_41

### Ponderea veniturilor celor mai săraci 40% din populație

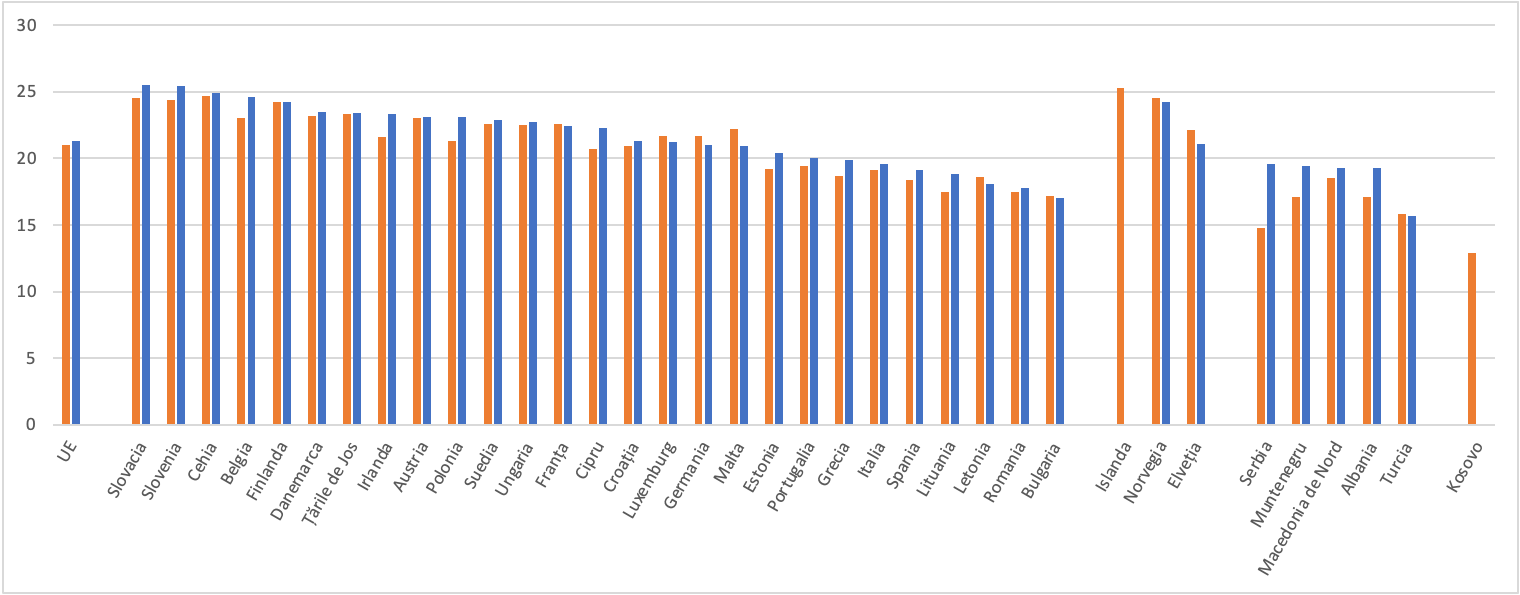
2016
2021
Sursa: Eurostat (online data code: sdg_10_50)

Acest indicator măsoară ponderea veniturilor primite de cei mai săraci 40% din populație (în termeni de venit). Conceptul de venit utilizat este venitul total disponibil al gospodăriilor, care este un venit total al gospodăriilor (după impozitare și alte deduceri) care este disponibil pentru cheltuieli sau economisire. Datele prezentate provin din Statisticile UE privind veniturile și condițiile de viață (EU-SILC).
| Loc | Țară              | 2014   | 2015   | 2016   | 2017   | 2018   | 2019   | 2020   | 2021   | 2022   |
|     |                   |        |        |        |        |        |        |        |        |        |
| --- | ----------------- | ------ | ------ | ------ | ------ | ------ | ------ | ------ | ------ | ------ |
| -   | Uniunea Europeană | 20,9 e | 20,9 e | 21,0 e | 21,2 e | 21,2 e | 21,4 e | 21,4 b | 21,3   | 21,7   |
| 1   | Slovacia          | 23,8   | 24,8   | 24,5   | 25,0   | 26,2   | 25,1   | 26,1   | 25,5   | 26,0   |
| 2   | Slovenia          | 24,1   | 24,4   | 24,4   | 24,8   | 25,0   | 24,9   | 25,0   | 25,4   | 25,2   |
| 3   | Cehia             | 24,8   | 24,8   | 24,7   | 25,0   | 25,1   | 25,0   | 24,9   | 24,9   | 24,6   |
| 4   | Belgia            | 23,2   | 23,2   | 23,0   | 23,2   | 23,3   | 23,9 b | 23,8   | 24,6   | 24,1   |
| 5   | Finlanda          | 24,0   | 24,2   | 24,2   | 24,4   | 24,0   | 23,8   | 23,7   | 24,2   | 23,7   |
| 6   | Danemarca         | 23,2   | 23,2   | 23,2   | 23,3   | 23,2   | 23,2   | 23,4 b | 23,5   | 23,3   |
| 7   | Țările de Jos     | 23,8   | 23,7   | 23,3 b | 23,2   | 23,1   | 23,4   | 22,9   | 23,4   | 23,2   |
| 8   | Irlanda           | 20,9   | 21,6   | 21,6   | 21,3   | 22,3   | 22,8   | 22,7 b | 23,3   | 22,8   |
| 9   | Austria           | 23,0   | 23,1   | 23,0   | 22,7   | 23,2   | 22,9   | 23,2   | 23,1   | 22,7   |
| 10  | Polonia           | 21,0   | 21,1   | 21,3   | 22,1   | 22,6   | 22,3   | 22,9   | 23,1   | 23,5   |
| 11  | Suedia            | 22,9   | 22,9   | 22,6   | 22,5   | 22,8   | 22,4   | 22,8   | 22,9   | 22,4   |
| 12  | Ungaria           | 22,5   | 22,4   | 22,5   | 22,5   | 22,4   | 22,7   | 22,6   | 22,7   | 23,3   |
| 13  | Franța            | 22,6   | 22,6   | 22,6   | 22,7   | 22,9   | 22,7   | 22,3 b | 22,4   | 22,0 p |
| 14  | Cipru             | 19,9   | 20,1   | 20,7   | 21,4   | 22,1   | 21,5   | 22,2   | 22,3   | 22,1   |
| 15  | Croația           | 20,6   | 20,3   | 20,9   | 20,8   | 20,9   | 21,3   | 21,8   | 21,3   | 21,8   |
| 16  | Luxemburg         | 22,1   | 22,4   | 21,7 b | 21,7   | 20,6   | 20,4   | 20,6 b | 21,2 b | 21,2 b |
| 17  | Germania          | 21,0   | 21,4   | 21,7   | 22,0   | 21,2   | 21,7   | 21,3 b | 21,0   | 22,2   |
| 18  | Malta             | 22,5   | 22,3   | 22,2   | 22,3   | 22,1   | 22,3   | 21,6   | 20,9   | 21,3   |
| 19  | Estonia           | 18,0 b | 18,5   | 19,2   | 19,6   | 20,1   | 20,2   | 20,4   | 20,4   | 19,5   |
| 20  | Portugalia        | 19,0   | 19,4   | 19,4   | 19,9   | 20,5   | 20,7   | 21,0   | 20,0   | 20,9   |
| 21  | Grecia            | 18,7   | 18,7   | 18,7   | 19,4   | 20,2   | 20,7   | 20,5   | 19,9   | 20,5   |
| 22  | Italia            | 19,8   | 19,7   | 19,1   | 19,5   | 19,3   | 19,5   | 19,7   | 19,6   | 19,8   |
| 23  | Spania            | 18,2   | 18,2   | 18,4   | 18,5   | 19,1   | 19,3   | 19,5   | 19,1   | 19,8   |
| 24  | Lituania          | 18,9   | 17,3   | 17,5   | 17,2   | 17,5   | 18,2   | 18,7   | 18,8   | 18,4   |
| 25  | Letonia           | 18,3   | 18,1   | 18,6   | 18,3   | 17,9   | 18,3   | 18,8   | 18,1   | 18,7   |
| 26  | România           | 17,6   | 16,8   | 17,5   | 18,6   | 17,6   | 17,8   | 18,3   | 17,8   | 19,4   |
| 27  | Bulgaria          | 18,4   | 17,8   | 17,2 b | 16,5   | 17,0   | 16,4   | 16,6   | 17,0   | 17,0   |

| Loc | Țară              | 2014   | 2015 | 2016 | 2017 | 2018 | 2019 | 2020 | 2021 | 2022 |
| --- | ----------------- | ------ | ---- | ---- | ---- | ---- | ---- | ---- | ---- | ---- |
| -   | Islanda           | 25,8   | 25,2 | 25,3 | 24,6 | 25,8 | N/A  | N/A  | N/A  | N/A  |
| -   | Norvegia          | 25,3   | 25,0 | 24,5 | 24,0 | 24,3 | 24,2 | 24,2 | N/A  | N/A  |
| -   | Elveția           | 22,2 b | 22,1 | 22,1 | 21,9 | 22,0 | 21,5 | 21,3 | 21,1 | N/A  |
|     |                   |        |      |      |      |      |      |      |      |      |
| -   | Serbia            | 16,1   | 15,1 | 14,8 | 16,3 | 17,3 | 18,8 | 19,4 | 19,6 | N/A  |
| -   | Muntenegru        | 17,1   | 16,8 | 17,1 | 17,4 | 17,8 | 18,1 | 19,1 | 19,4 | N/A  |
| -   | Macedonia de Nord | 17,8   | 18,5 | 18,5 | 18,8 | 19,1 | 19,7 | 19,3 | N/A  | N/A  |
| -   | Albania           | N/A    | N/A  | N/A  | 17,1 | 17,8 | 18,4 | 19,3 | N/A  | N/A  |
| -   | Turcia            | 16,0   | 15,8 | 15,8 | 15,8 | 15,8 | 16,2 | 15,4 | 15,7 | N/A  |
|     |                   |        |      |      |      |      |      |      |      |      |
| -   | Kosovo            | N/A    | N/A  | N/A  | N/A  | 12,9 | N/A  | N/A  | N/A  | N/A  |

b - întrerupere în seriile temporale

e - date estimate

Sursa: Eurostat (online data code: sdg_10_50)

### Diferența relativă mediană față de pragul de sărăcie

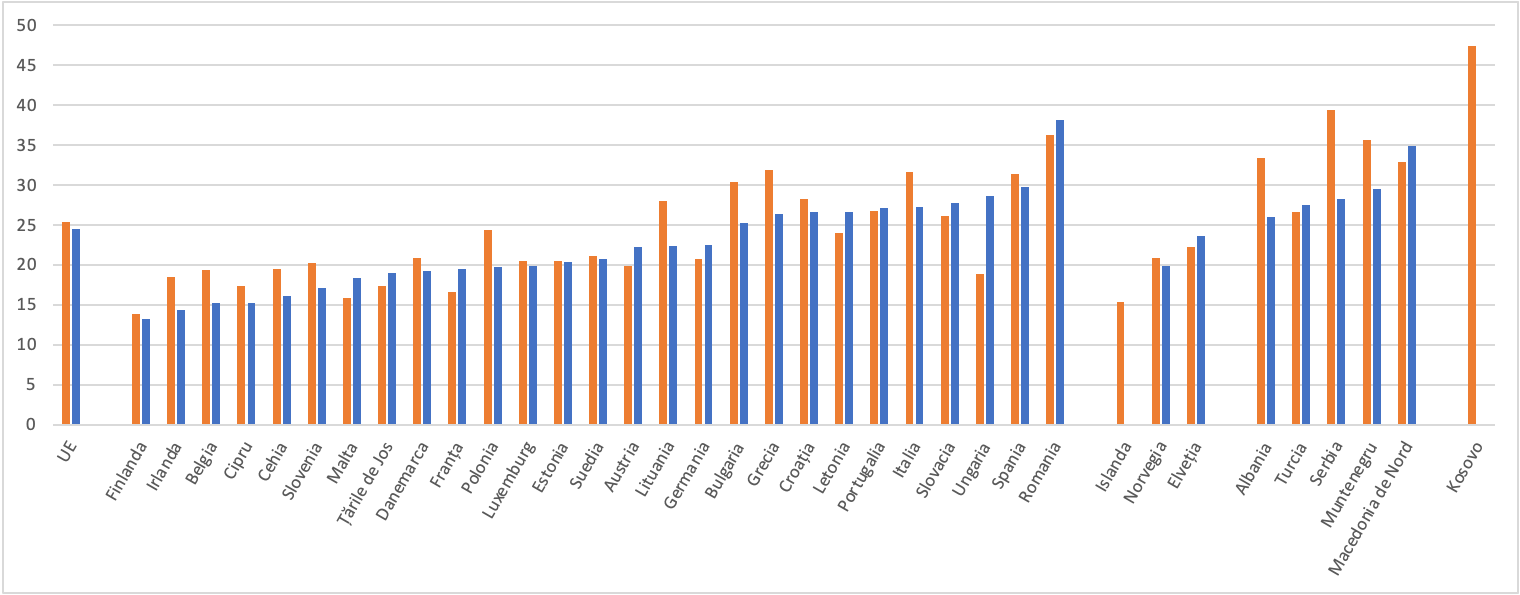
2016
2021
Sursa: Eurostat (online data code: sdg_10_30)

Diferența relativă mediană față de pragul de sărăcie ajută la cuantificarea a cât de săraci sunt săracii, indicând distanța dintre venitul median al persoanelor care trăiesc sub pragul sărăciei și pragul în sine, exprimat în raport cu pragul sărăciei. Pragul de sărăcie este stabilit la 60% din mediana venitului disponibil echivalent național al tuturor persoanelor dintr-o țară și nu pentru UE în ansamblu. Datele prezentate provin din Statisticile UE privind veniturile și condițiile de viață (EU-SILC).
| Loc | Țară              | 2014   | 2015   | 2016   | 2017   | 2018   | 2019   | 2020   | 2021   | 2022   |
|     |                   |        |        |        |        |        |        |        |        |        |
| --- | ----------------- | ------ | ------ | ------ | ------ | ------ | ------ | ------ | ------ | ------ |
| -   | Uniunea Europeană | 25,3 e | 25,4 e | 25,4 e | 24,7 e | 24,5 e | 24,5 e | 24,7   | 24,5   | 23,1   |
| 1   | Finlanda          | 13,9   | 13,2   | 13,9   | 13,7   | 14,2   | 14,9   | 13,7   | 13,2   | 14,8   |
| 2   | Irlanda           | 18,9   | 18,4   | 18,5   | 18,3   | 15,3   | 14,8   | 15,2 b | 14,4   | 18,1   |
| 3   | Belgia            | 18,8   | 17,4   | 19,3   | 17,8   | 19,4   | 16,3 b | 16,2   | 15,2   | 18,2   |
| 4   | Cipru             | 18,5   | 19,8   | 17,3   | 15,1   | 18,6   | 16,0   | 16,9   | 15,2   | 16,0   |
| 5   | Cehia             | 18,0   | 19,2   | 19,5   | 16,6   | 15,0   | 14,1   | 14,8   | 16,1   | 18,3   |
| 6   | Slovenia          | 22,0   | 20,3   | 20,2   | 19,6   | 17,5   | 18,2   | 16,9   | 17,1   | 17,1   |
| 7   | Malta             | 17,9   | 17,5   | 15,9   | 17,5   | 17,0   | 17,1   | 16,0   | 18,3   | 16,5   |
| 8   | Țările de Jos     | 16,9   | 16,8   | 17,3 b | 17,8   | 18,3   | 17,1   | 17,6   | 19,0   | 19,2   |
| 9   | Danemarca         | 18,5   | 22,0   | 20,8   | 21,7   | 19,1   | 18,8   | 19,3 b | 19,2   | 19,4   |
| 10  | Franța            | 16,6   | 15,7   | 16,6   | 16,7   | 16,8   | 16,5   | 20,7 b | 19,5   | 20,2 p |
| 11  | Polonia           | 23,2   | 22,3   | 24,4   | 23,6   | 23,3   | 22,0   | 21,0   | 19,7   | 20,7   |
| 12  | Luxemburg         | 16,3   | 17,4   | 20,5 b | 23,4   | 23,6   | 24,6   | 17,7 b | 19,8 b | 18,4 b |
| 13  | Estonia           | 22,0 b | 21,0   | 20,5   | 20,7   | 21,9   | 22,0   | 21,8   | 20,3   | 23,4   |
| 14  | Suedia            | 21,7   | 19,9   | 21,1   | 21,2   | 19,9   | 21,7   | 19,9   | 20,7   | 21,7   |
| 15  | Austria           | 20,1   | 20,5   | 19,8   | 22,4   | 21,7   | 23,9   | 22,7   | 22,2   | 23,9   |
| 16  | Lituania          | 22,7   | 26,0   | 28,0   | 28,0   | 28,2   | 26,0   | 23,2   | 22,4   | 22,8   |
| 17  | Germania          | 23,2   | 22,0   | 20,7   | 20,9   | 22,0   | 23,2   | 24,5 b | 22,5   | 20,1   |
| 18  | Bulgaria          | 33,2   | 30,3   | 30,4 b | 30,5   | 26,9   | 27,5   | 28,3   | 25,2   | 26,0   |
| 19  | Grecia            | 31,3   | 30,6   | 31,9   | 30,3   | 29,1   | 27,0   | 27,3   | 26,4   | 23,8   |
| 20  | Croația           | 27,9   | 26,4   | 28,2   | 26,0   | 28,9   | 26,2   | 28,0   | 26,6   | 25,3   |
| 21  | Letonia           | 23,6   | 25,5   | 24,0   | 25,3   | 27,8   | 28,2   | 28,6   | 26,6   | 27,7   |
| 22  | Portugalia        | 30,3   | 29,0   | 26,7   | 27,0   | 24,5   | 22,4   | 24,4   | 27,1   | 21,7   |
| 23  | Italia            | 28,2   | 29,3   | 31,6   | 28,1   | 29,5   | 30,0   | 27,6   | 27,2   | 26,1   |
| 24  | Slovacia          | 29,0   | 28,9   | 26,1   | 26,0   | 25,6   | 25,2   | 23,7   | 27,7   | 18,4   |
| 25  | Ungaria           | 22,3   | 21,8   | 18,8   | 16,7   | 24,1   | 28,9   | 27,9   | 28,6   | 19,4   |
| 26  | Spania            | 31,6   | 33,8   | 31,4   | 32,4   | 28,5   | 29,1   | 29,4   | 29,7   | 27,8   |
| 27  | România           | 34,6   | 38,2   | 36,2   | 34,5   | 35,2   | 33,0   | 31,9   | 38,1   | 32,0   |

| Loc | Țară              | 2014   | 2015 | 2016 | 2017 | 2018 | 2019 | 2020 | 2021 | 2022 |
| --- | ----------------- | ------ | ---- | ---- | ---- | ---- | ---- | ---- | ---- | ---- |
| -   | Islanda           | 16,4   | 18,5 | 15,3 | 17,1 | 17,0 | N/A  | N/A  | N/A  | N/A  |
| -   | Norvegia          | 21,3   | 19,7 | 20,8 | 21,3 | 21,0 | 20,8 | 19,8 | N/A  | N/A  |
| -   | Elveția           | 21,0 b | 20,7 | 22,2 | 24,7 | 21,4 | 22,9 | 23,5 | 23,6 | N/A  |
|     |                   |        |      |      |      |      |      |      |      |      |
| -   | Albania           | N/A    | N/A  | N/A  | 33,4 | 32,4 | 28,6 | 26,0 | N/A  | N/A  |
| -   | Turcia            | 28,4   | 27,8 | 26,6 | 26,4 | 25,8 | 27,4 | 27,5 | 27,5 | N/A  |
| -   | Serbia            | 39,3   | 37,5 | 39,4 | 38,8 | 37,4 | 32,1 | 27,1 | 28,3 | N/A  |
| -   | Muntenegru        | 32,8   | 36,6 | 35,6 | 34,0 | 35,3 | 33,1 | 28,2 | 29,5 | N/A  |
| -   | Macedonia de Nord | 36,1   | 33,1 | 32,9 | 37,3 | 37,7 | 32,0 | 34,9 | N/A  | N/A  |
|     |                   |        |      |      |      |      |      |      |      |      |
| -   | Kosovo            | N/A    | N/A  | N/A  | N/A  | 47,4 | N/A  | N/A  | N/A  | N/A  |

b - întrerupere în seriile temporale

e - date estimate

p - date provizorii

Sursa: Eurostat (online data code: sdg_10_30)

### Decalaje în privința PIB per locuitor

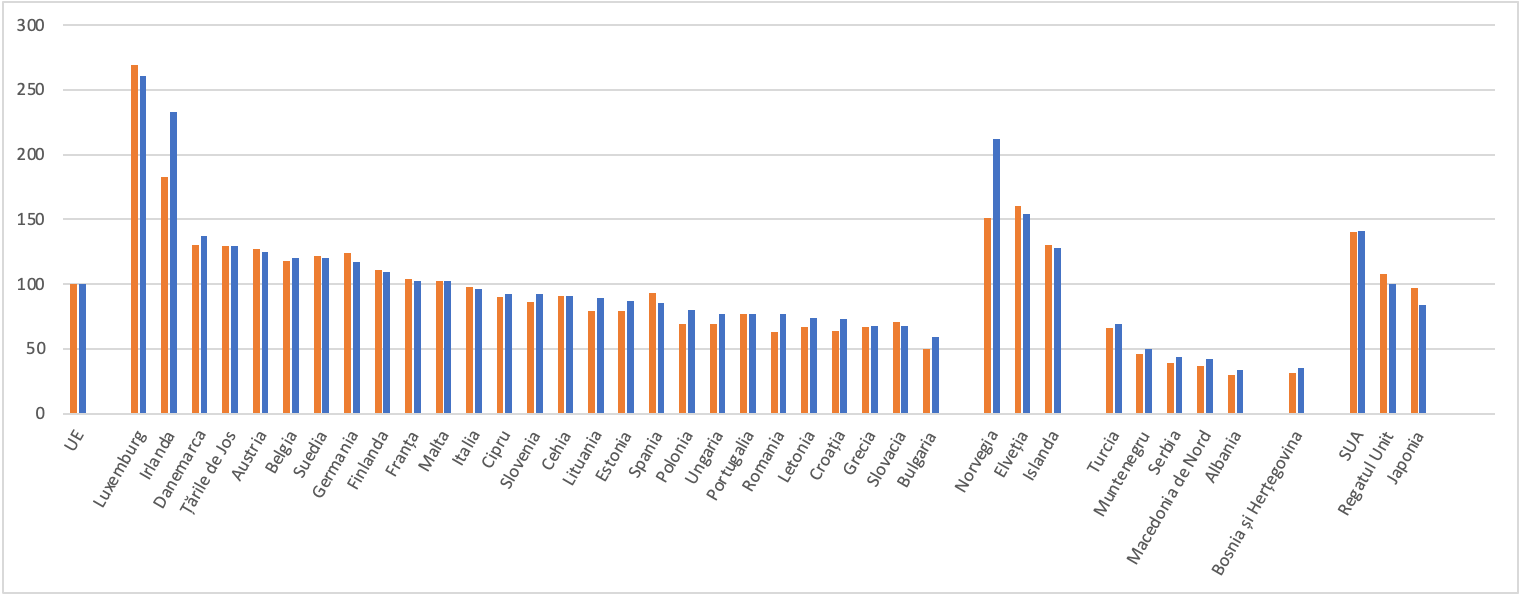
2017
2022
Sursa: Eurostat (online data code: sdg_10_10)

PIB per locuitor ajustat cu standardul puterii de cumpărare (SPC), după regiunea NUTS 2, 2021
(euro per locuitor)
Sursa: Eurostat (online data code: NAMA_10R_2GDP)

PIB-ul per locuitor este calculat ca raportul dintre PIB și populația medie într-un anumit an. Cifrele de bază sunt exprimate în standardul puterii de cumpărare (SPC) care reprezintă o monedă comună ce elimină diferențele de niveluri de preț între țări pentru a permite comparații semnificative ale valorilor PIB. Indicatorul de decalaje al UE este exprimat drept coeficient de variație a valorilor naționale.
| Loc | Țară              | 2014  | 2015  | 2016  | 2017  | 2018  | 2019  | 2020  | 2021  | 2022  |
|     |                   |       |       |       |       |       |       |       |       |       |
| --- | ----------------- | ----- | ----- | ----- | ----- | ----- | ----- | ----- | ----- | ----- |
| -   | Uniunea Europeană | 100,0 | 100,0 | 100,0 | 100,0 | 100,0 | 100,0 | 100,0 | 100,0 | 100,0 |
| 1   | Luxemburg         | 283,0 | 282,0 | 278,0 | 269,0 | 260,0 | 251,0 | 261,0 | 268,0 | 261,0 |
| 2   | Irlanda           | 138,0 | 181,0 | 177,0 | 183,0 | 190,0 | 189,0 | 205,0 | 218,0 | 233,0 |
| 3   | Danemarca         | 129,0 | 128,0 | 128,0 | 130,0 | 129,0 | 126,0 | 133,0 | 133,0 | 137,0 |
| 4   | Țările de Jos     | 133,0 | 131,0 | 129,0 | 129,0 | 129,0 | 127,0 | 130,0 | 129,0 | 129,0 |
| 5   | Austria           | 132,0 | 131,0 | 130,0 | 127,0 | 127,0 | 126,0 | 125,0 | 123,0 | 125,0 |
| 6   | Belgia            | 121,0 | 121,0 | 120,0 | 118,0 | 118,0 | 118,0 | 119,0 | 120,0 | 120,0 |
| 7   | Suedia            | 127,0 | 128,0 | 124,0 | 122,0 | 120,0 | 119,0 | 122,0 | 123,0 | 120,0 |
| 8   | Germania          | 127,0 | 124,0 | 125,0 | 124,0 | 124,0 | 121,0 | 123,0 | 120,0 | 117,0 |
| 9   | Finlanda          | 113,0 | 111,0 | 111,0 | 111,0 | 111,0 | 109,0 | 114,0 | 112,0 | 109,0 |
| 10  | Franța            | 108,0 | 107,0 | 106,0 | 104,0 | 104,0 | 106,0 | 105,0 | 104,0 | 102,0 |
| 11  | Malta             | 93,0  | 98,0  | 98,0  | 102,0 | 102,0 | 104,0 | 98,0  | 102,0 | 102,0 |
| 12  | Italia            | 98,0  | 97,0  | 99,0  | 98,0  | 97,0  | 97,0  | 94,0  | 95,0  | 96,0  |
| 13  | Cipru             | 81,0  | 83,0  | 88,0  | 90,0  | 91,0  | 93,0  | 90,0  | 91,0  | 92,0  |
| 14  | Slovenia          | 83,0  | 83,0  | 84,0  | 86,0  | 87,0  | 89,0  | 89,0  | 90,0  | 92,0  |
| 15  | Cehia             | 88,0  | 89,0  | 89,0  | 91,0  | 92,0  | 93,0  | 93,0  | 92,0  | 91,0  |
| 16  | Lituania          | 76,0  | 75,0  | 76,0  | 79,0  | 81,0  | 84,0  | 88,0  | 89,0  | 89,0  |
| 17  | Estonia           | 78,0  | 76,0  | 77,0  | 79,0  | 82,0  | 82,0  | 86,0  | 89,0  | 87,0  |
| 18  | Spania            | 90,0  | 91,0  | 92,0  | 93,0  | 91,0  | 91,0  | 83,0  | 83,0  | 85,0  |
| 19  | Polonia           | 67,0  | 69,0  | 69,0  | 69,0  | 71,0  | 73,0  | 76,0  | 77,0  | 80,0  |
| 20  | Ungaria           | 69,0  | 70,0  | 69,0  | 69,0  | 71,0  | 73,0  | 74,0  | 75,0  | 77,0  |
| 21  | Portugalia        | 77,0  | 78,0  | 78,0  | 77,0  | 78,0  | 79,0  | 76,0  | 75,0  | 77,0  |
| 22  | România           | 56,0  | 57,0  | 59,0  | 63,0  | 66,0  | 70,0  | 73,0  | 74,0  | 77,0  |
| 23  | Letonia           | 64,0  | 65,0  | 66,0  | 67,0  | 69,0  | 69,0  | 72,0  | 72,0  | 74,0  |
| 24  | Croația           | 60,0  | 61,0  | 62,0  | 64,0  | 65,0  | 67,0  | 65,0  | 70,0  | 73,0  |
| 25  | Grecia            | 72,0  | 70,0  | 68,0  | 67,0  | 66,0  | 66,0  | 62,0  | 64,0  | 68,0  |
| 26  | Slovacia          | 78,0  | 79,0  | 73,0  | 71,0  | 70,0  | 71,0  | 72,0  | 71,0  | 68,0  |
| 27  | Bulgaria          | 47,0  | 48,0  | 49,0  | 50,0  | 52,0  | 53,0  | 55,0  | 57,0  | 59,0  |

| Loc | Țară                  | 2014  | 2015  | 2016  | 2017  | 2018  | 2019  | 2020  | 2021  | 2022  |
| --- | --------------------- | ----- | ----- | ----- | ----- | ----- | ----- | ----- | ----- | ----- |
| -   | Norvegia              | 179,0 | 159,0 | 146,0 | 151,0 | 157,0 | 147,0 | 142,0 | 167,0 | 212,0 |
| -   | Elveția               | 171,0 | 171,0 | 166,0 | 160,0 | 158,0 | 153,0 | 154,0 | 155,0 | 154,0 |
| -   | Islanda               | 124,0 | 129,0 | 132,0 | 130,0 | 128,0 | 126,0 | 118,0 | 119,0 | 128,0 |
|     |                       |       |       |       |       |       |       |       |       |       |
| -   | Turcia                | 65,0  | 68,0  | 66,0  | 66,0  | 63,0  | 59,0  | 61,0  | 63,0  | 69,0  |
| -   | Muntenegru            | 41,0  | 43,0  | 45,0  | 46,0  | 48,0  | 50,0  | 45,0  | 48,0  | 50,0  |
| -   | Serbia                | 40,0  | 39,0  | 39,0  | 39,0  | 40,0  | 41,0  | 43,0  | 44,0  | 44,0  |
| -   | Macedonia de Nord     | 36,0  | 36,0  | 37,0  | 37,0  | 38,0  | 38,0  | 38,0  | 42,0  | 42,0  |
| -   | Albania               | 30,0  | 30,0  | 30,0  | 30,0  | 30,0  | 30,0  | 31,0  | 32,0  | 34,0  |
|     |                       |       |       |       |       |       |       |       |       |       |
| -   | Bosnia și Herțegovina | 30,0  | 31,0  | 31,0  | 31,0  | 32,0  | 33,0  | 33,0  | 34,0  | 35,0  |
|     |                       |       |       |       |       |       |       |       |       |       |
| -   | Statele Unite         | 148,0 | 148,0 | 142,0 | 140,0 | 140,0 | 136,0 | 138,0 | 143,0 | 141,0 |
| -   | Regatul Unit          | 111,0 | 111,0 | 109,0 | 108,0 | 106,0 | 104,0 | 100,0 | 101,0 | 100,0 |
| -   | Japonia               | 107,0 | 107,0 | 100,0 | 97,0  | 95,0  | 89,0  | 91,0  | 88,0  | 84,0  |

Sursa: Eurostat (online data code: sdg_10_10)

### Decalaje în venitul gospodăriei per locuitor

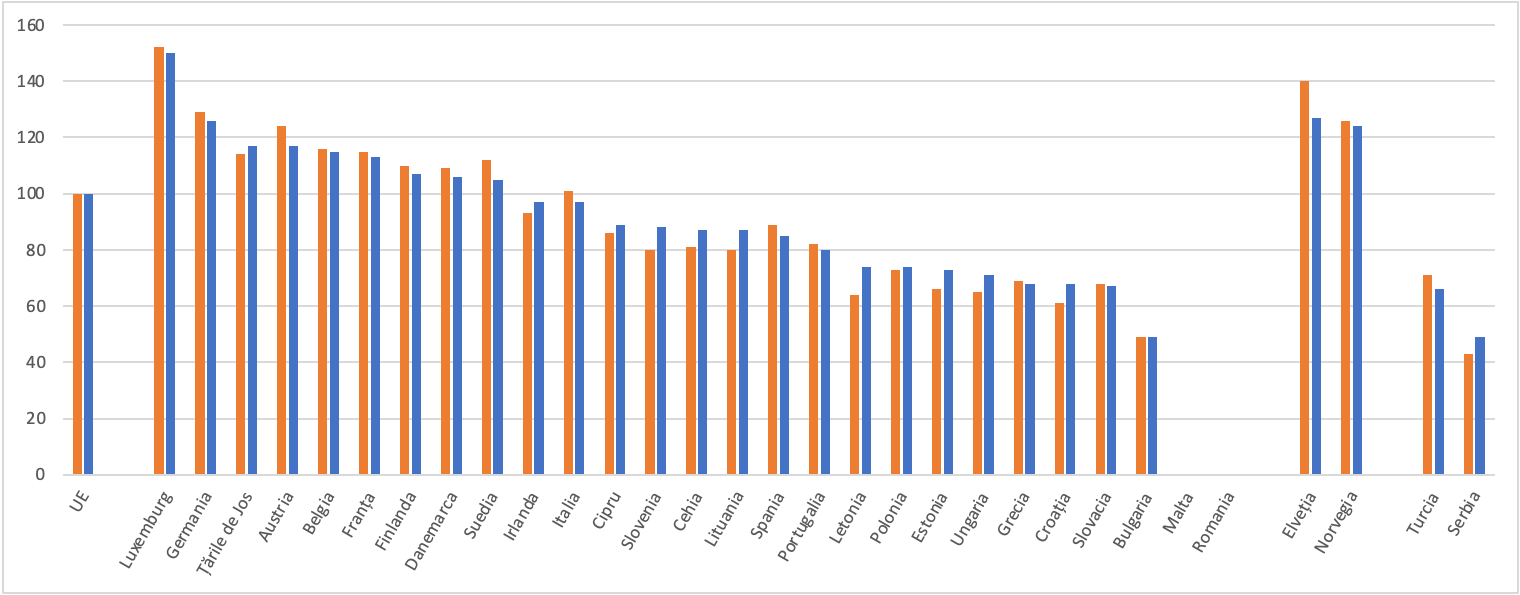
2016
2021
Sursa: Eurostat (online data code: sdg_10_20)

Venitul disponibil brut ajustat al gospodăriilor populației reflectă puterea de cumpărare a gospodăriilor și capacitatea acestora de a investi în bunuri și servicii sau de a economisi pentru viitor, prin contabilizarea impozitelor și contribuțiilor sociale și a prestațiilor sociale monetare în natură. Indicatorul de decalaje pentru UE este calculat drept coeficient de variație a valorilor naționale în SPC per locuitor.
| Loc | Țară              | 2014  | 2015  | 2016  | 2017  | 2018  | 2019    | 2020    | 2021    | 2022    |
|     |                   |       |       |       |       |       |         |         |         |         |
| --- | ----------------- | ----- | ----- | ----- | ----- | ----- | ------- | ------- | ------- | ------- |
| -   | Uniunea Europeană | 100,0 | 100,0 | 100,0 | 100,0 | 100,0 | 100,0   | 100,0   | 100,0   | 100,0   |
| 1   | Luxemburg         | 160,0 | 158,0 | 152,0 | 153,0 | 155,0 | 152,0   | 153,0   | 150,0 p | N/A     |
| 2   | Germania          | 130,0 | 129,0 | 129,0 | 129,0 | 130,0 | 128,0 p | 128,0 p | 126,0 p | 125,0 p |
| 3   | Țările de Jos     | 118,0 | 117,0 | 114,0 | 113,0 | 115,0 | 114,0   | 116,0   | 117,0 p | 118,0 p |
| 4   | Austria           | 127,0 | 125,0 | 124,0 | 122,0 | 121,0 | 120,0   | 116,0   | 117,0   | N/A     |
| 5   | Belgia            | 119,0 | 118,0 | 116,0 | 115,0 | 114,0 | 114,0   | 115,0 p | 115,0 p | N/A     |
| 6   | Franța            | 117,0 | 116,0 | 115,0 | 113,0 | 112,0 | 112,0 p | 113,0 p | 113,0 p | N/A     |
| 7   | Finlanda          | 112,0 | 112,0 | 110,0 | 110,0 | 110,0 | 108,0   | 109,0   | 107,0   | 105,0   |
| 8   | Danemarca         | 109,0 | 111,0 | 109,0 | 110,0 | 110,0 | 108,0   | 107,0   | 106,0   | 105,0   |
| 9   | Suedia            | 115,0 | 115,0 | 112,0 | 110,0 | 108,0 | 106,0   | 104,0   | 105,0   | 104,0   |
| 10  | Irlanda           | 91,0  | 93,0  | 93,0  | 93,0  | 92,0  | 93,0    | 95,0    | 97,0    | N/A     |
| 11  | Italia            | 101,0 | 100,0 | 101,0 | 100,0 | 100,0 | 99,0    | 97,0    | 97,0    | N/A     |
| 12  | Cipru             | 82,0  | 82,0  | 86,0  | 88,0  | 88,0  | 91,0    | 90,0    | 89,0 p  | N/A     |
| 13  | Slovenia          | 79,0  | 79,0  | 80,0  | 81,0  | 83,0  | 84,0    | 86,0    | 88,0    | N/A     |
| 14  | Cehia             | 81,0  | 81,0  | 81,0  | 84,0  | 85,0  | 86,0    | 86,0    | 87,0    | 85,0    |
| 15  | Lituania          | 75,0  | 77,0  | 80,0  | 81,0  | 82,0  | 86,0    | 89,0    | 87,0    | N/A     |
| 16  | Spania            | 87,0  | 89,0  | 89,0  | 89,0  | 88,0  | 89,0 p  | 85,0 p  | 85,0 p  | N/A     |
| 17  | Portugalia        | 81,0  | 82,0  | 82,0  | 81,0  | 82,0  | 83,0    | 80,0    | 80,0 p  | 81,0 p  |
| 18  | Letonia           | 60,0  | 63,0  | 64,0  | 66,0  | 67,0  | 68,0    | 69,0    | 74,0    | N/A     |
| 19  | Polonia           | 71,0  | 72,0  | 73,0  | 73,0  | 73,0  | 74,0    | 77,0    | 74,0    | N/A     |
| 20  | Estonia           | 65,0  | 66,0  | 66,0  | 68,0  | 70,0  | 71,0    | 71,0    | 73,0    | N/A     |
| 21  | Ungaria           | 65,0  | 65,0  | 65,0  | 65,0  | 68,0  | 69,0    | 68,0    | 71,0 p  | N/A     |
| 22  | Grecia            | 71,0  | 71,0  | 69,0  | 68,0  | 67,0  | 69,0 p  | 65,0 p  | 68,0 p  | N/A     |
| 23  | Croația           | 59,0  | 59,0  | 61,0  | 62,0  | 63,0  | 64,0    | 64,0    | 68,0 p  | N/A     |
| 24  | Slovacia          | 72,0  | 74,0  | 68,0  | 66,0  | 67,0  | 68,0    | 68,0    | 67,0    | 67,0    |
| 25  | Bulgaria          | 47,0  | 48,0  | 49,0  | 49,0  | N/A   | N/A     | N/A     | N/A     | N/A     |
| 26  | Malta             | N/A   | N/A   | N/A   | N/A   | N/A   | N/A     | N/A     | N/A     | N/A     |
| 27  | România           | N/A   | N/A   | N/A   | N/A   | N/A   | N/A     | N/A     | N/A     | N/A     |

| Loc | Țară     | 2014   | 2015   | 2016   | 2017   | 2018   | 2019   | 2020    | 2021    | 2022 |
| --- | -------- | ------ | ------ | ------ | ------ | ------ | ------ | ------- | ------- | ---- |
| -   | Elveția  | 146,0  | 145,0  | 140,0  | 133,0  | 130,0  | 128,0  | 130,0 p | 127,0 p | N/A  |
| -   | Norvegia | 135,0  | 132,0  | 126,0  | 129,0  | 128,0  | 125,0  | 123,0   | 124,0   | N/A  |
|     |          |        |        |        |        |        |        |         |         |      |
| -   | Turcia   | 67,0 p | 71,0 p | 71,0 p | 72,0 p | 68,0 p | 65,0 p | 61,0 p  | 66,0 p  | N/A  |
| -   | Serbia   | N/A    | 44,0 p | 43,0 p | 42,0 p | 45,0 p | 45,0 p | 45,0 p  | 49,0 p  | N/A  |

p - date provizorii

Sursa: Eurostat (online data code: sdg_10_20)

### Cereri de azil

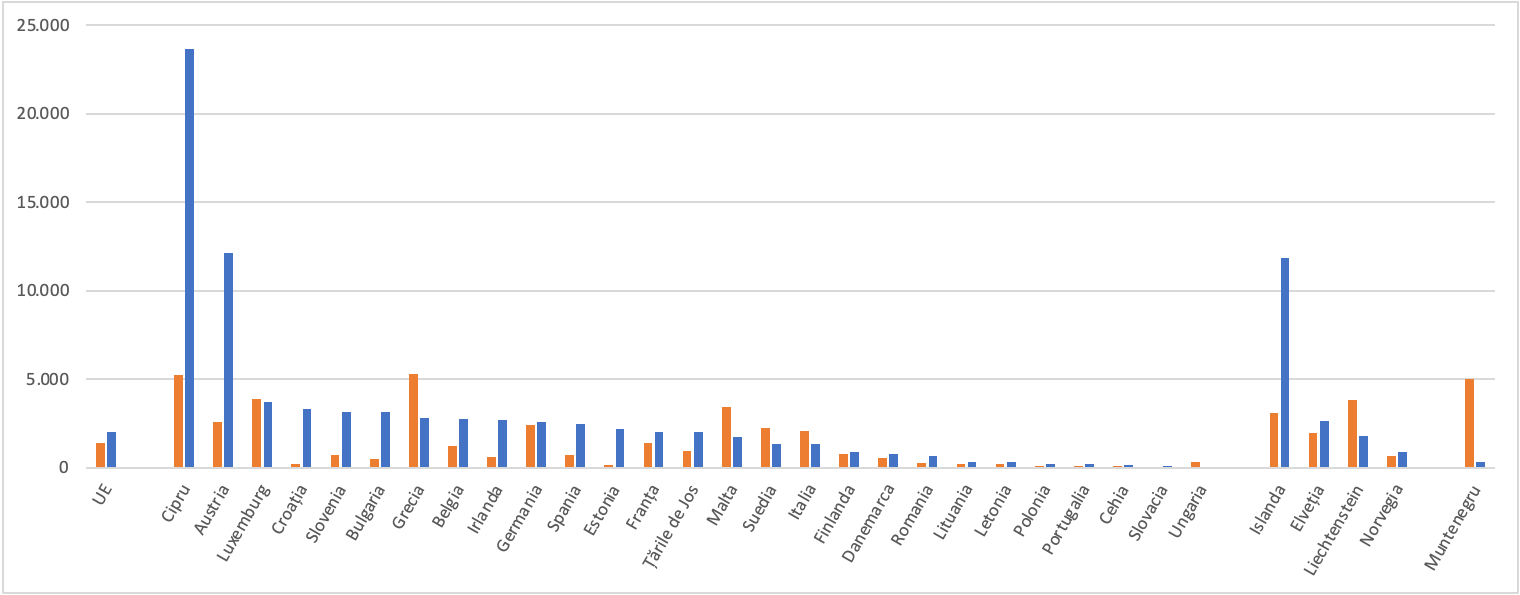
2017
2022
Sursa: Eurostat (online data code: sdg_10_60)

Acest indicator reprezintă numărul de solicitanți de azil pentru prima dată la un milion de locuitori și numărul de decizii pozitive în primă instanță la un milion de locuitori. Un solicitant de protecție internațională pentru prima dată este o persoană care a depus o cerere de azil pentru prima dată într-un anumit stat membru. Deciziile de primă instanță sunt decizii emise de autoritatea respectivă care acționează ca primă instanță a procedurii administrative sau judiciare de azil în țara de primire. Datele sursă sunt furnizate Eurostat de către ministerele naționale de interne și agențiile oficiale conexe.
| Loc | Țară              | 2014    | 2015    | 2016  | 2017    | 2018    | 2019      | 2020    | 2021      | 2022      |
|     |                   |         |         |       |         |         |           |         |           |           |
| --- | ----------------- | ------- | ------- | ----- | ------- | ------- | --------- | ------- | --------- | --------- |
| -   | Uniunea Europeană | 1.197 b | 2.739 b | 2.621 | 1.391 b | 1.263 e | 1.412 bep | 932 ep  | 1.202 bep | 1.979 bep |
| 1   | Cipru             | 1.736   | 2.483   | 3.335 | 5.206   | 8.746   | 14.394    | 7.920   | 14.728    | 23.655 p  |
| 2   | Austria           | 3.004   | 9.893   | 4.564 | 2.552   | 1.310   | 1.237     | 1.503   | 4.221     | 12.141    |
| 3   | Luxemburg         | 1.851   | 4.143   | 3.548 | 3.890 b | 3.660   | 3.548     | 2.054   | 2.133     | 3.682     |
| 4   | Croația           | 90      | 33      | 515   | 213     | 165     | 311       | 381     | 690       | 3.306     |
| 5   | Slovenia          | 172     | 126     | 613   | 694     | 1.350   | 1.731     | 1.648   | 2.476     | 3.146     |
| 6   | Bulgaria          | 1.496   | 2.809   | 2.664 | 490     | 351     | 297       | 499     | 1.583     | 3.134 b   |
| 7   | Grecia            | 696     | 1.051   | 4.628 | 5.294   | 6.054   | 6.987     | 3.539   | 2.144     | 2.793 ep  |
| 8   | Belgia            | 1.253   | 3.458   | 1.258 | 1.234   | 1.587   | 2.011     | 1.118   | 1.687     | 2.747 p   |
| 9   | Irlanda           | 309     | 695     | 470   | 605     | 751 e   | 961 e     | 308     | 520       | 2.661     |
| 10  | Germania          | 2.136   | 5.409   | 8.771 | 2.399   | 1.953   | 1.714     | 1.233   | 1.781     | 2.598     |
| 11  | Spania            | 117     | 314     | 335   | 709     | 1.127   | 2.444     | 1.824   | 1.309     | 2.431 bp  |
| 12  | Estonia           | 110     | 171 b   | 114   | 137     | 68      | 75        | 34      | 56        | 2.180     |
| 13  | Franța            | 887 b   | 1.060   | 1.151 | 1.374   | 1.885   | 2.052 p   | 1.210 p | 1.532 p   | 2.023 p   |
| 14  | Țările de Jos     | 1.291   | 2.540   | 1.132 | 939     | 1.188   | 1.296     | 783     | 1.410     | 2.005     |
| 15  | Malta             | 2.934   | 3.809   | 3.810 | 3.440   | 4.199   | 7.965     | 4.677   | 2.314     | 1.723 b   |
| 16  | Suedia            | 7.733   | 15.931  | 2.251 | 2.206   | 1.776   | 2.250     | 1.313   | 974       | 1.339     |
| 17  | Italia            | 1.047   | 1.363   | 1.999 | 2.090   | 884     | 586 b     | 359     | 764       | 1.310 p   |
| 18  | Finlanda          | 639     | 5.867   | 960   | 786     | 535     | 443       | 261     | 245       | 867       |
| 19  | Danemarca         | 2.576   | 3.664   | 1.057 | 542     | 598     | 448       | 244     | 341       | 758       |
| 20  | România           | 75      | 62      | 94    | 240     | 100     | 127 e     | 313 e   | 474 e     | 633 ep    |
| 21  | Lituania          | 131     | 95      | 145   | 184     | 137     | 224       | 93      | 1.394     | 320       |
| 22  | Letonia           | 183     | 167     | 176   | 183     | 91      | 94        | 76      | 308       | 290       |
| 23  | Polonia           | 148     | 270     | 258   | 79      | 63 e    | 73 e      | 40 ep   | 165 ep    | 209 b     |
| 24  | Portugalia        | 42      | 84      | 69    | 99      | 121     | 169       | 87      | 130 bp    | 190 bp    |
| 25  | Cehia             | 86      | 117     | 114   | 108     | 127     | 147       | 74      | 100 b     | 125 b     |
| 26  | Slovacia          | 42      | 50      | 18    | 28      | 28      | 39        | 49      | 61        | 92        |
| 27  | Ungaria           | 4.177   | 17.722  | 2.875 | 318     | 65      | 48        | 9       | 4         | 5 bp      |

| Loc | Țară          | 2014  | 2015  | 2016  | 2017  | 2018  | 2019  | 2020  | 2021  | 2022    |
| --- | ------------- | ----- | ----- | ----- | ----- | ----- | ----- | ----- | ----- | ------- |
| -   | Islanda       | N/A   | 1.088 | 3.279 | 3.101 | 2.070 | 2.233 | 1.705 | 2.322 | 11.859  |
| -   | Elveția       | 2.679 | 4.595 | 3.084 | 1.966 | 1.581 | 1.463 | 1.126 | 1.521 | 2.629 p |
| -   | Liechtenstein | N/A   | N/A   | 1.989 | 3.820 | 3.791 | 1.037 | 643   | 2.042 | 1.772 p |
|     |               |       |       |       |       |       |       |       |       |         |
| -   | Muntenegru    | N/A   | N/A   | N/A   | N/A   | 4.982 | 3.087 | 869   | 436   | 284     |

b - întrerupere în seriile temporale

e - date estimate

p - date provizorii

ep - date estimate, date provizorii

bp - întrerupere în seriile temporale, date provizorii

bep - întrerupere în seriile temporale, date estimate, date provizorii

Sursa: Eurostat (online data code: sdg_10_60)

## Prezentarea unor indicatori multifuncționali suplimentari

### Decalajul urban-rural privind riscul de sărăcie sau excluziune socială

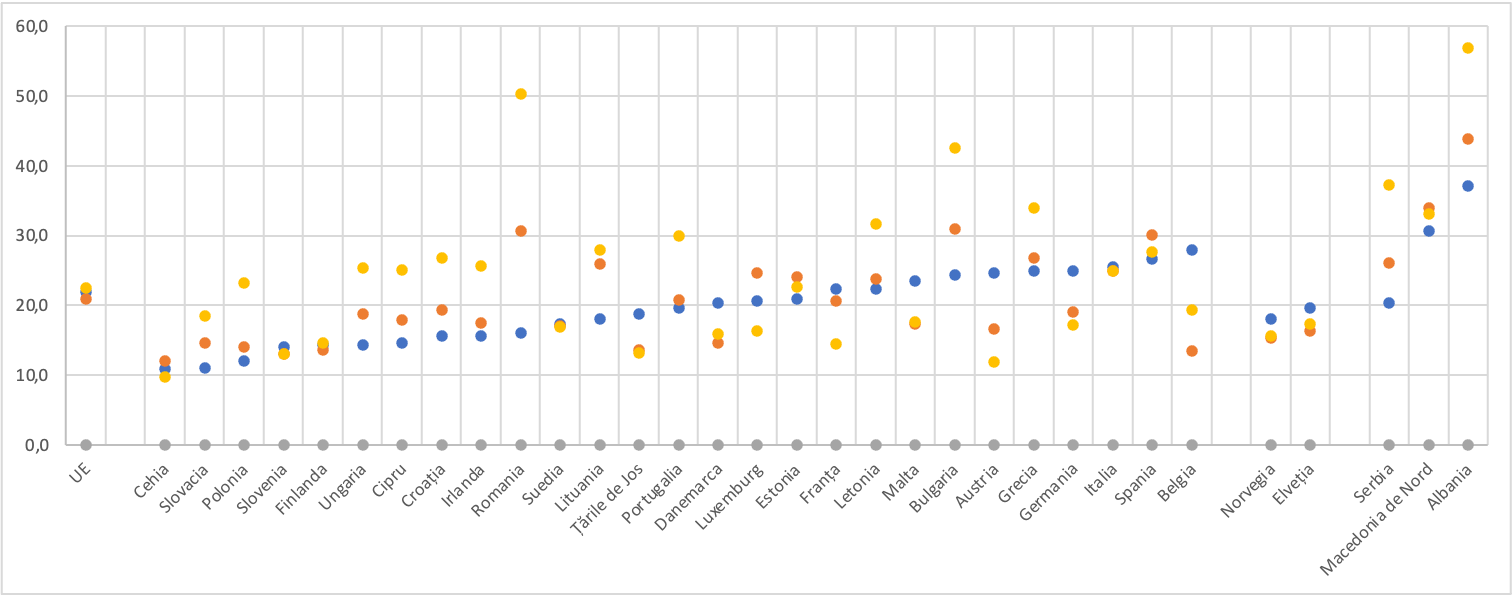
Date din 2021
municipii
orașe și suburbii
zone rurale
Sursa: Eurostat (online data code: sdg_01_10a)

Statisticile privind gradul de urbanizare clasifică unitățile administrative locale ca „municipii”, „orașe și suburbii” sau „zone rurale” în funcție de densitatea populației și de numărul total de locuitori. Această clasificare este utilizată pentru a determina diferența dintre ponderile persoanelor expuse riscului de sărăcie sau excluziune socială între municipii și zonele rurale. Datele prezentate provin din Statisticile UE privind veniturile și condițiile de viață (EU-SILC).
| Loc | Țară              | 2016   | 2016   | 2016   | 2017   | 2017   | 2017   | 2018   | 2018   | 2018   | 2019   | 2019   | 2019   | 2020   | 2020   | 2020   | 2021   | 2021   | 2021   | 2022   | 2022   | 2022   |
| Loc | Țară              | m      | o&s    | r      | m      | o&s    | r      | m      | o&s    | r      | m      | o&s    | r      | m      | o&s    | r      | m      | o&s    | r      | m      | o&s    | r      |
|     |                   |        |        |        |        |        |        |        |        |        |        |        |        |        |        |        |        |        |        |        |        |        |
| --- | ----------------- | ------ | ------ | ------ | ------ | ------ | ------ | ------ | ------ | ------ | ------ | ------ | ------ | ------ | ------ | ------ | ------ | ------ | ------ | ------ | ------ | ------ |
| -   | Uniunea Europeană | 23,2 e | 21,8 e | 26,3 e | 21,9 e | 20,8 e | 24,8 e | 21,4 e | 19,9 e | 24,2 e | 21,4   | 19,2   | 22,9 e | 22,0   | 19,7   | 23,3   | 22,0   | 20,9   | 22,5   | 21,7   | 21,1   | 22,1   |
| 1   | Cehia             | 13,2   | 13,3   | 11,0   | 12,7   | 12,6   | 11,1   | 11,7   | 12,3   | 11,4   | 11,6   | 13,6   | 11,2   | 10,4   | 12,8   | 11,3   | 10,9   | 12,0   | 9,7    | 11,7   | 13,0   | 10,7   |
| 2   | Slovacia          | 11,1   | 15,9   | 21,5   | 10,8   | 16,0   | 18,4   | 9,8    | 15,1   | 17,9   | 9,9    | 14,9   | 17,2   | 7,5    | 14,9   | 16,0   | 11,1   | 14,6   | 18,5   | 11,0   | 15,5   | 19,9   |
| 3   | Polonia           | 14,6   | 18,0   | 26,6   | 13,8   | 17,4   | 23,3   | 12,6   | 15,3   | 24,6   | 12,4   | 15,3   | 24,0   | 10,8   | 13,7   | 24,2   | 12,1   | 14,1   | 23,2   | 10,5   | 14,2   | 22,1   |
| 4   | Slovenia          | 18,1   | 15,2   | 17,5   | 17,4   | 15,0   | 17,4   | 15,9   | 14,8   | 15,7   | 16,0   | 12,6   | 13,6   | 17,0   | 13,2   | 14,1   | 14,1   | 13,0   | 13,0   | 15,7   | 13,0   | 12,5   |
| 5   | Finlanda          | 16,9   | 15,4   | 17,2   | 16,8   | 15,2   | 15,9   | 16,8   | 16,1   | 16,8   | 15,0   | 13,2   | 15,3   | 14,5   | 13,9   | 16,3   | 14,3   | 13,6   | 14,7   | 17,9 b | 15,7 b | 14,7 b |
| 6   | Ungaria           | 20,8   | 28,3   | 33,8   | 20,6   | 25,7   | 31,4   | 16,0   | 19,5   | 26,5   | 16,1   | 19,1   | 24,8   | 15,0   | 18,2   | 24,9   | 14,3   | 18,8   | 25,3   | 13,9   | 18,1   | 23,7   |
| 7   | Cipru             | 20,4   | 24,3   | 25,0   | 18,4   | 24,2   | 25,1   | 16,5   | 22,2   | 20,9   | 15,2   | 21,9   | 22,6   | 15,4   | 18,2   | 24,2   | 14,6   | 17,9   | 25,1   | 15,6   | 16,0   | 20,9   |
| 8   | Croația           | 17,2   | 19,3   | 30,3   | 16,1   | 21,7   | 30,8   | 15,7   | 20,0   | 28,7   | 15,5   | 19,1   | 26,5   | 16,7   | 17,5   | 26,3   | 15,6   | 19,4   | 26,8   | 14,5   | 18,7   | 25,5   |
| 9   | Irlanda           | 19,6   | 28,6   | 24,4   | 19,3   | 26,4   | 22,9   | 17,1   | 25,0   | 21,6   | 18,1   | 23,7   | 20,9   | 18,4 b | 22,2 b | 20,2 b | 15,7   | 17,5   | 25,6   | 16,2   | 19,9   | 25,5   |
| 10  | România           | 30,8   | 41,7   | 59,1   | 26,7   | 36,3   | 55,8   | 24,5   | 31,6   | 52,0   | 20,9   | 31,2   | 49,2   | 19,9   | 29,5   | 50,4   | 16,1   | 30,6   | 50,3   | 18,9   | 30,8   | 47,9   |
| 11  | Suedia            | 19,1   | 15,7   | 17,5   | 17,0   | 15,0   | 20,3   | 16,7   | 16,5   | 20,1   | 17,6   | 16,9   | 20,3   | 15,9   | 17,6   | 19,4   | 17,4   | 17,0   | 16,9   | 18,0   | 18,4   | 19,9   |
| 12  | Lituania          | 19,6   | 26,8   | 38,2   | 19,7   | 29,1   | 37,7   | 19,4   | 27,6   | 35,9   | 18,7   | 23,0   | 30,9   | 17,7   | 28,0   | 29,9   | 18,1   | 26,0   | 27,9   | 19,0   | 25,5   | 29,7   |
| 13  | Țările de Jos     | 19,1 b | 12,7 b | 12,3 b | 19,1   | 13,4   | 12,8   | 19,5   | 12,4   | 12,2   | 19,5   | 12,9   | 10,5   | 19,0   | 11,9   | 11,8   | 18,8   | 13,7   | 13,2   | 19,2   | 12,9   | 12,3   |
| 14  | Portugalia        | 24,1   | 22,5   | 29,0   | 23,5   | 20,0   | 27,4   | 20,0   | 19,8   | 26,3   | 19,8   | 19,7   | 25,1   | 16,6   | 20,8   | 25,2   | 19,6   | 20,8   | 29,9   | 16,9   | 20,3   | 26,4   |
| 15  | Danemarca         | 23,9   | 14,8   | 14,3   | 23,4   | 16,1   | 14,1   | 21,4   | 15,2   | 15,9   | 21,0   | 13,7   | 16,0   | 21,1 b | 14,8 b | 13,8 b | 20,4   | 14,7   | 15,9   | 20,9   | 15,2   | 14,7   |
| 16  | Luxemburg         | 20,5 b | 24,5 b | 14,5 b | 17,6   | 22,3   | 17,5   | 23,1   | 22,4   | 16,3   | 18,6   | 22,8   | 17,7   | 16,5 b | 22,5 b | 18,2 b | 20,6 b | 24,7 b | 16,3 b | 15,4 b | 21,7 b | 18,6 b |
| 17  | Estonia           | 21,2   | 24,2   | 24,7   | 20,9   | 22,1   | 26,3   | 21,3   | 20,9   | 28,8   | 22,4   | 18,2   | 27,9   | 21,0   | 20,6   | 26,9   | 21,0   | 24,1   | 22,7   | 24,3   | 27,7   | 24,9   |
| 18  | Franța            | 19,8   | 21,0   | 16,4   | 18,9   | 20,6   | 15,2   | 19,8   | 20,2   | 14,5   | 23,1   | 18,4   | 15,1   | 23,7 b | 19,8 b | 13,9 b | 22,3   | 20,7   | 14,5   | 24,3 p | 23,4 p | 15,1 p |
| 19  | Letonia           | 22,2   | 30,8   | 33,5   | 22,6   | 31,9   | 33,6   | 23,7   | 31,6   | 32,3   | 22,4   | 27,0   | 31,5   | 21,5   | 26,1   | 28,7   | 22,4   | 23,8   | 31,6   | 20,4   | 22,9   | 34,9   |
| 20  | Malta             | 20,5   | 17,5   | 12,9 u | 19,3   | 20,5   | N/A u  | 19,7   | 14,9   | N/A u  | 20,9   | 19,3   | N/A u  | 20,2   | 17,9   | N/A u  | 23,5   | 17,3   | 17,6   | 25,1   | 16,0   | 8,8    |
| 21  | Bulgaria          | 30,8 b | 39,6 b | 56,0 b | 27,8   | 35,8   | 53,6   | 23,8   | 29,8   | 48,8   | 24,0   | 29,2   | 49,0   | 24,0   | 31,6   | 48,8   | 24,4   | 31,0   | 42,5   | 23,7   | 33,4   | 43,1   |
| 22  | Austria           | 24,0   | 14,9   | 13,9   | 24,7   | 16,1   | 12,0   | 24,8   | 13,1   | 13,4   | 25,4   | 14,6   | 10,7   | 24,8   | 15,8   | 10,8   | 24,6   | 16,6   | 11,9   | 26,6   | 15,1   | 12,1   |
| 23  | Grecia            | 30,8   | 30,9   | 36,1   | 30,1   | 31,1   | 36,0   | 29,4   | 27,7   | 34,1   | 27,0   | 26,8   | 33,6   | 25,1   | 25,9   | 31,5   | 24,9   | 26,8   | 34,0   | 23,0   | 26,2   | 31,1   |
| 24  | Germania          | 23,7   | 17,9   | 17,2   | 22,1   | 16,7   | 17,2   | 21,9   | 16,0   | 17,6   | 20,4   | 15,4   | 15,5   | 24,3 b | 17,9 b | 17,7 b | 25,0   | 19,0   | 17,2   | 24,2   | 19,7   | 16,7   |
| 25  | Italia            | 28,1   | 26,9   | 29,0   | 27,3   | 24,9   | 25,9   | 27,2   | 24,7   | 25,2   | 26,9   | 22,9   | 24,6   | 26,8   | 22,4   | 27,4   | 25,5   | 25,0   | 25,0   | 24,8   | 23,7   | 25,2   |
| 26  | Spania            | 26,8   | 27,2   | 34,2   | 24,9   | 27,7   | 32,3   | 24,2   | 28,4   | 32,3   | 24,3   | 26,4   | 29,5   | 25,5   | 26,9   | 30,1   | 26,6   | 30,1   | 27,6   | 24,2   | 28,4   | 27,6   |
| 27  | Belgia            | 31,8   | 17,6   | 20,9   | 31,6   | 17,3   | 21,8   | 29,8   | 16,1   | 19,6   | 29,3 b | 15,3 b | 18,8 b | 28,3   | 16,3   | 18,9   | 28,0   | 13,5   | 19,4   | 29,2   | 13,2   | 18,1   |

| Loc | Țară              | 2016 | 2016 | 2016 | 2017 | 2017 | 2017 | 2018 | 2018 | 2018 | 2019 | 2019 | 2019 | 2020 | 2020 | 2020 | 2021 | 2021 | 2021 | 2022 | 2022 | 2022 |
| Loc | Țară              | m    | o&s  | r    | m    | o&s  | r    | m    | o&s  | r    | m    | o&s  | r    | m    | o&s  | r    | m    | o&s  | r    | m    | o&s  | r    |
| --- | ----------------- | ---- | ---- | ---- | ---- | ---- | ---- | ---- | ---- | ---- | ---- | ---- | ---- | ---- | ---- | ---- | ---- | ---- | ---- | ---- | ---- | ---- |
| -   | Norvegia          | 18,7 | 12,7 | 13,0 | 18,8 | 13,4 | 14,1 | 20,7 | 12,9 | 14,8 | 18,8 | 12,5 | 16,4 | 18,0 | 15,4 | 15,6 | N/A  | N/A  | N/A  | N/A  | N/A  | N/A  |
| -   | Elveția           | 21,3 | 16,2 | 17,4 | 21,6 | 16,9 | 17,2 | 19,1 | 17,6 | 16,3 | 20,3 | 19,3 | 16,8 | 18,2 | 18,7 | 17,1 | 19,6 | 16,4 | 17,3 | N/A  | N/A  | N/A  |
|     |                   |      |      |      |      |      |      |      |      |      |      |      |      |      |      |      |      |      |      |      |      |      |
| -   | Serbia            | 23,0 | 26,3 | 39,2 | 32,4 | 36,9 | 47,7 | 25,5 | 30,7 | 44,1 | 22,9 | 27,4 | 41,3 | 21,6 | 26,6 | 39,5 | 20,4 | 26,1 | 37,3 | N/A  | N/A  | N/A  |
| -   | Macedonia de Nord | 37,3 | 37,9 | 43,3 | 33,9 | 37,9 | 39,1 | 34,7 | 32,2 | 41,1 | 33,2 | 32,5 | 38,2 | 30,7 | 33,9 | 33,1 | N/A  | N/A  | N/A  | N/A  | N/A  | N/A  |
| -   | Albania           | 61,4 | 68,4 | 78,1 | 52,3 | 53,3 | 67,5 | 44,7 | 50,7 | 64,5 | 41,5 | 49,3 | 60,0 | 37,1 | 43,8 | 56,9 | N/A  | N/A  | N/A  | N/A  | N/A  | N/A  |

Notă:

Ordinea în tabel este dată de ponderea indicatorului în municipii pentru anul 2021 (sau 2020 dacă datele din 2021 nu sunt disponibile)

b - întrerupere în seriile temporale

e - date estimate

p - date provizorii

u - date cu acuratețe redusă

Sursa: Eurostat (online data code: sdg_01_10a)

### Decalajul de cetățenie între cetățenii din afara UE și cetățenii țărilor UE

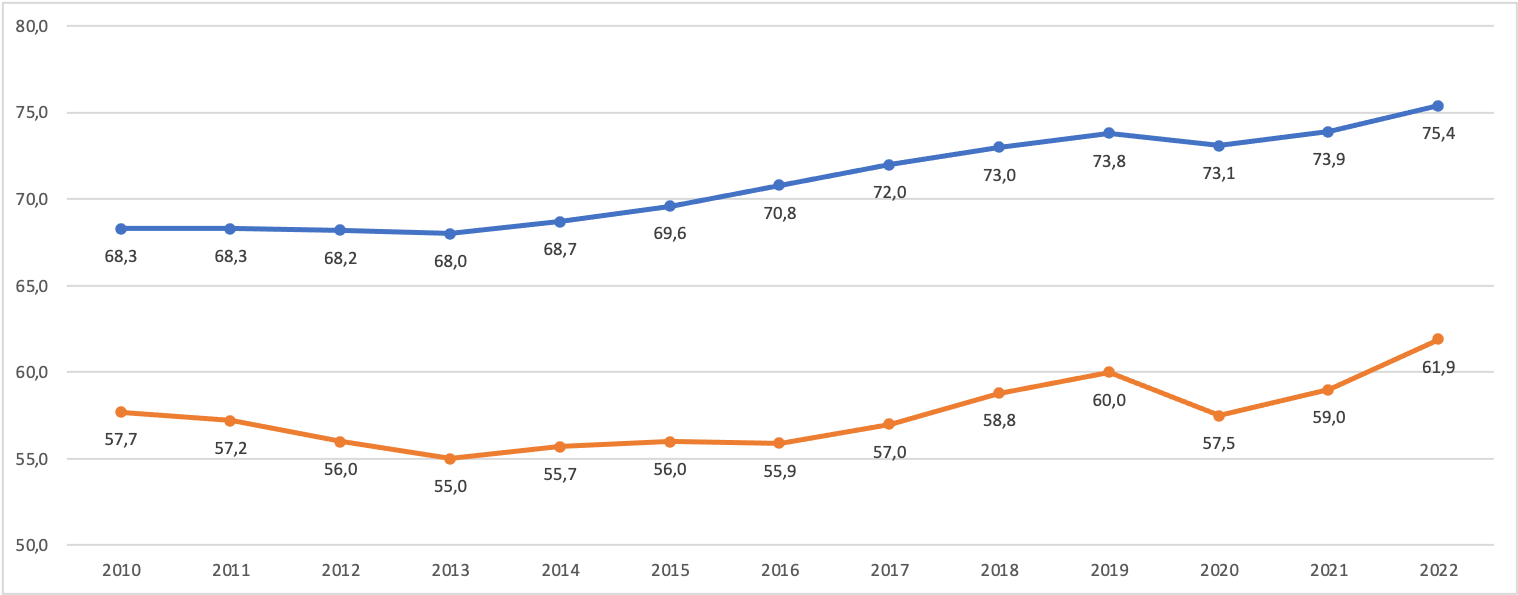
Rata de ocupare a forței de muncă
Cetățeni din țări UE
Cetățeni din țări non-UE
Sursa: Eurostat (online data code: sdg_08_30a)

Această secțiune prezintă date pentru diferiți indicatori în funcție de cetățenie. Datele sunt compilate la nivelul Uniunii Europene, cu referire la cetățenii din afara UE (cetățenii statelor nemembre ale UE) și la cetățenii țărilor raportoare (cetățenii statelor membre ale UE care locuiesc în țara lor de origine). Datele prezentate în această secțiune provin din Statisticile UE privind veniturile și condițiile de viață (EU-SILC) și din Ancheta UE privind forța de muncă (EU-LFS).
| | 2010 | 2011 | 2012 | 2013 | 2014 | 2015 | 2016 | 2017 | 2018 | 2019 | 2020 | 2021 | 2022 | |
| Persoane expuse riscului de sărăcie a veniturilor după transferurile sociale (% din populația cu vârsta de 18 ani sau peste) | Persoane expuse riscului de sărăcie a veniturilor după transferurile sociale (% din populația cu vârsta de 18 ani sau peste) | Persoane expuse riscului de sărăcie a veniturilor după transferurile sociale (% din populația cu vârsta de 18 ani sau peste) | Persoane expuse riscului de sărăcie a veniturilor după transferurile sociale (% din populația cu vârsta de 18 ani sau peste) | Persoane expuse riscului de sărăcie a veniturilor după transferurile sociale (% din populația cu vârsta de 18 ani sau peste) | Persoane expuse riscului de sărăcie a veniturilor după transferurile sociale (% din populația cu vârsta de 18 ani sau peste) | Persoane expuse riscului de sărăcie a veniturilor după transferurile sociale (% din populația cu vârsta de 18 ani sau peste) | Persoane expuse riscului de sărăcie a veniturilor după transferurile sociale (% din populația cu vârsta de 18 ani sau peste) | Persoane expuse riscului de sărăcie a veniturilor după transferurile sociale (% din populația cu vârsta de 18 ani sau peste) | Persoane expuse riscului de sărăcie a veniturilor după transferurile sociale (% din populația cu vârsta de 18 ani sau peste) | Persoane expuse riscului de sărăcie a veniturilor după transferurile sociale (% din populația cu vârsta de 18 ani sau peste) | Persoane expuse riscului de sărăcie a veniturilor după transferurile sociale (% din populația cu vârsta de 18 ani sau peste) | Persoane expuse riscului de sărăcie a veniturilor după transferurile sociale (% din populația cu vârsta de 18 ani sau peste) | Persoane expuse riscului de sărăcie a veniturilor după transferurile sociale (% din populația cu vârsta de 18 ani sau peste) | Persoane expuse riscului de sărăcie a veniturilor după transferurile sociale (% din populația cu vârsta de 18 ani sau peste) |
| --- | --- | --- | --- | --- | --- | --- | --- | --- | --- | --- | --- | --- | --- | --- |
| Cetățeni din țări UE | 14,5 e | 15,2 e | 15,2 e | 15,1 e | 15,4 e | 15,6 e | 15,6 e | 15,2 e | 15,3 e | 15,1 e | 14,9 | 14,8 | 14,5 | |
| Cetățeni din țări non-UE | 37,6 u | 38,8 u | 37,5 e | 38,5 e | 40,1 e | 39,9 e | 41,0 e | 41,8 e | 38,9 e | 38,6 e | 38,7 | 39,0 | 37,2 | |

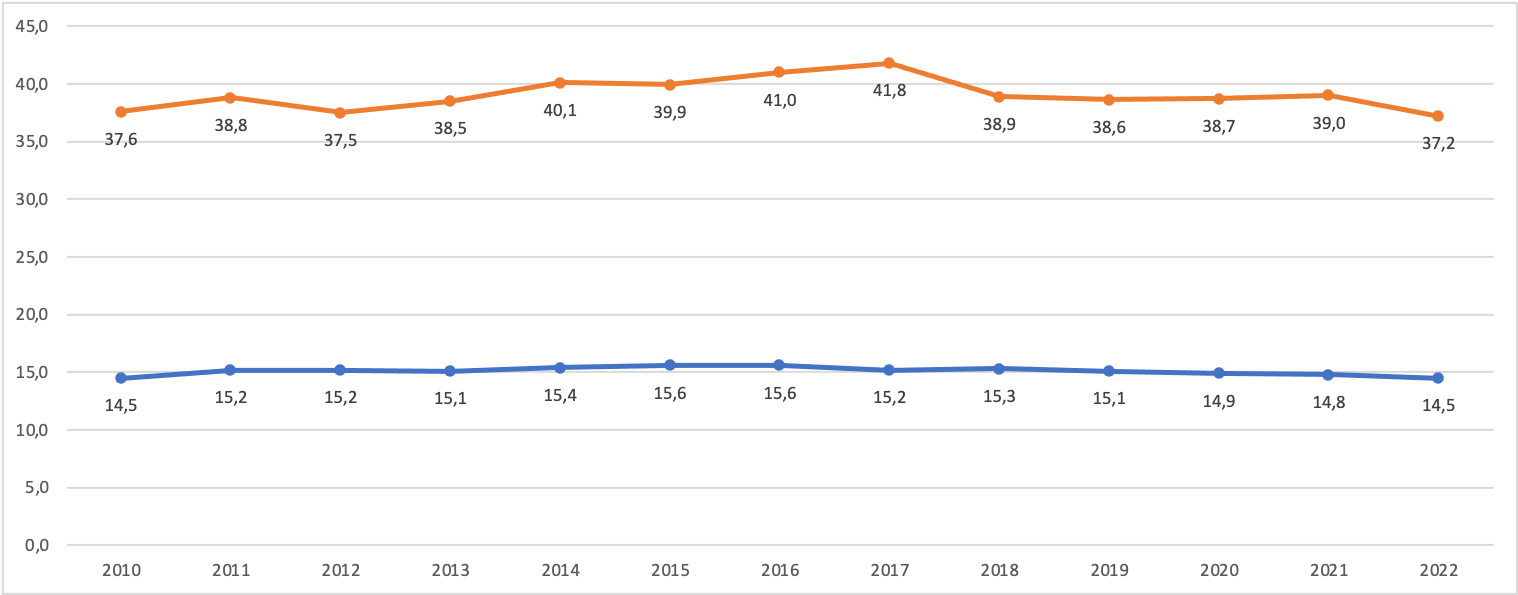
Persoane expuse riscului de sărăcie a veniturilor după transferurile sociale
Cetățeni din țări UE
Cetățeni din țări non-UE
Sursa: Eurostat (online data code: sdg_01_20a)

| Persoane care abandonează timpuriu educația și formarea (% din populația cu vârsta cuprinsă între 18 și 24 de ani)           | | | | | | | | | | | | | | |
| Cetățeni din țări UE | 12,5 | 11,9 | 11,3 | 10,7 | 10,0 b | 10,0 | 9,5 | 9,4 | 9,2 | 8,9 | 8,6 | 8,5b | 8,3 | |
| Cetățeni din țări non-UE | 37,0 | 36,3 | 34,0 | 30,6 | 28,5 b | 27,0 | 27,0 | 25,3 | 26,5 | 26,9 | 27,9 | 26,5b | 26,1 | |

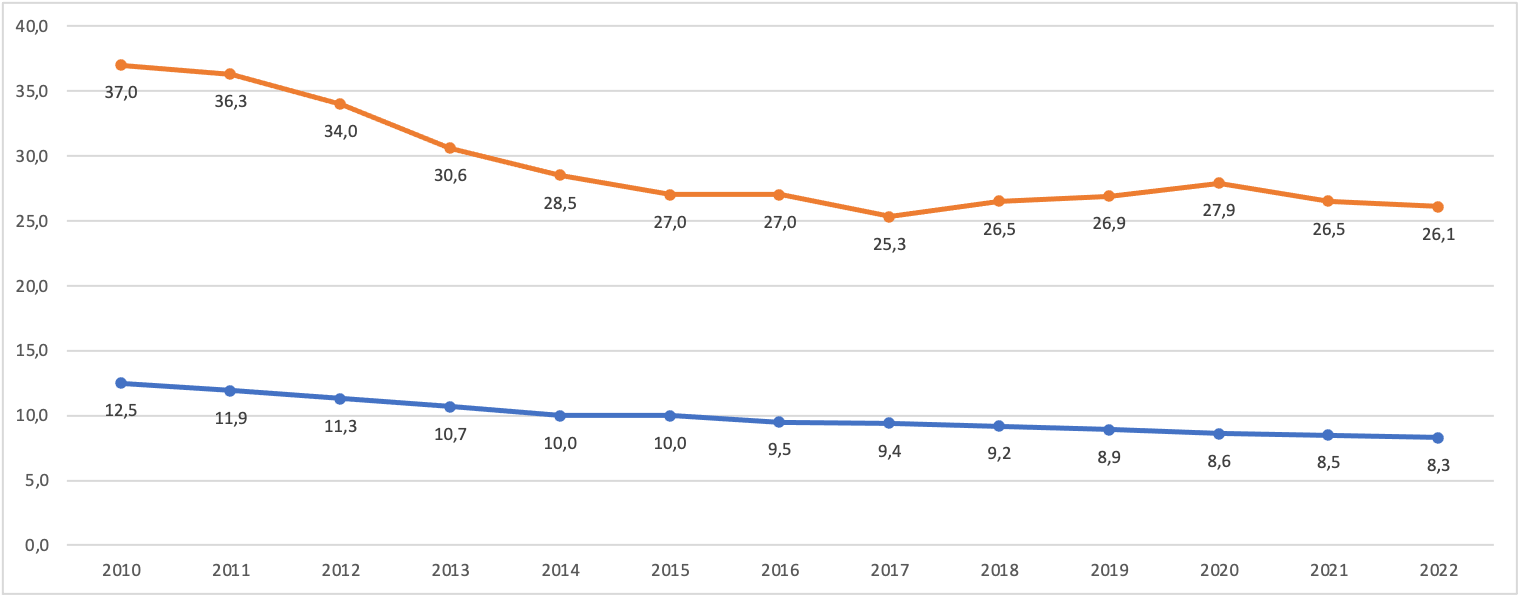
Persoane care abandonează timpuriu educația și formarea
Cetățeni din țări UE
Cetățeni din țări non-UE
Sursa: Eurostat (online data code: sdg_04_10a)

| Tineri nici angajați, nici în educație sau formare (% din populația cu vârsta cuprinsă între 15 și 29 de ani)                | | | | | | | | | | | | | | |
| Cetățeni din țări UE | 14,5 | 14,6 | 15,1 | 15,2 | 14,9 | 14,4 | 13,6 | 12,8 | 12,2 | 11,8 | 12,8 | 12,3 b | 10,9 | |
| Cetățeni din țări non-UE | 29,0 | 28,8 | 29,9 | 29,8 | 27,7 | 27,5 | 28,5 | 26,5 | 25,3 | 24,2 | 27,5 | 24,7 b | 22,3 | |
| Rata de ocupare a forței de muncă (% din populația cu vârsta cuprinsă între 20 și 64 de ani)                                 | | | | | | | | | | | | | | |
| Cetățeni din țări UE | 68,3 | 68,3 | 68,2 | 68,0 | 68,7 | 69,6 | 70,8 | 72,0 | 73,0 | 73,8 | 73,1 | 73,9 b | 75,4 | |
| Cetățeni din țări non-UE | 57,7 | 57,2 | 56,0 | 55,0 | 55,7 | 56,0 | 55,9 | 57,0 | 58,8 | 60,0 | 57,5 | 59,0 b | 61,9 | |

b - întrerupere în seriile temporale

e - date estimate

Surse: Eurostat (online data codes: sdg_01_20a, sdg_04_10a, sdg_08_20a, sdg_08_30a)